# Dillenburg

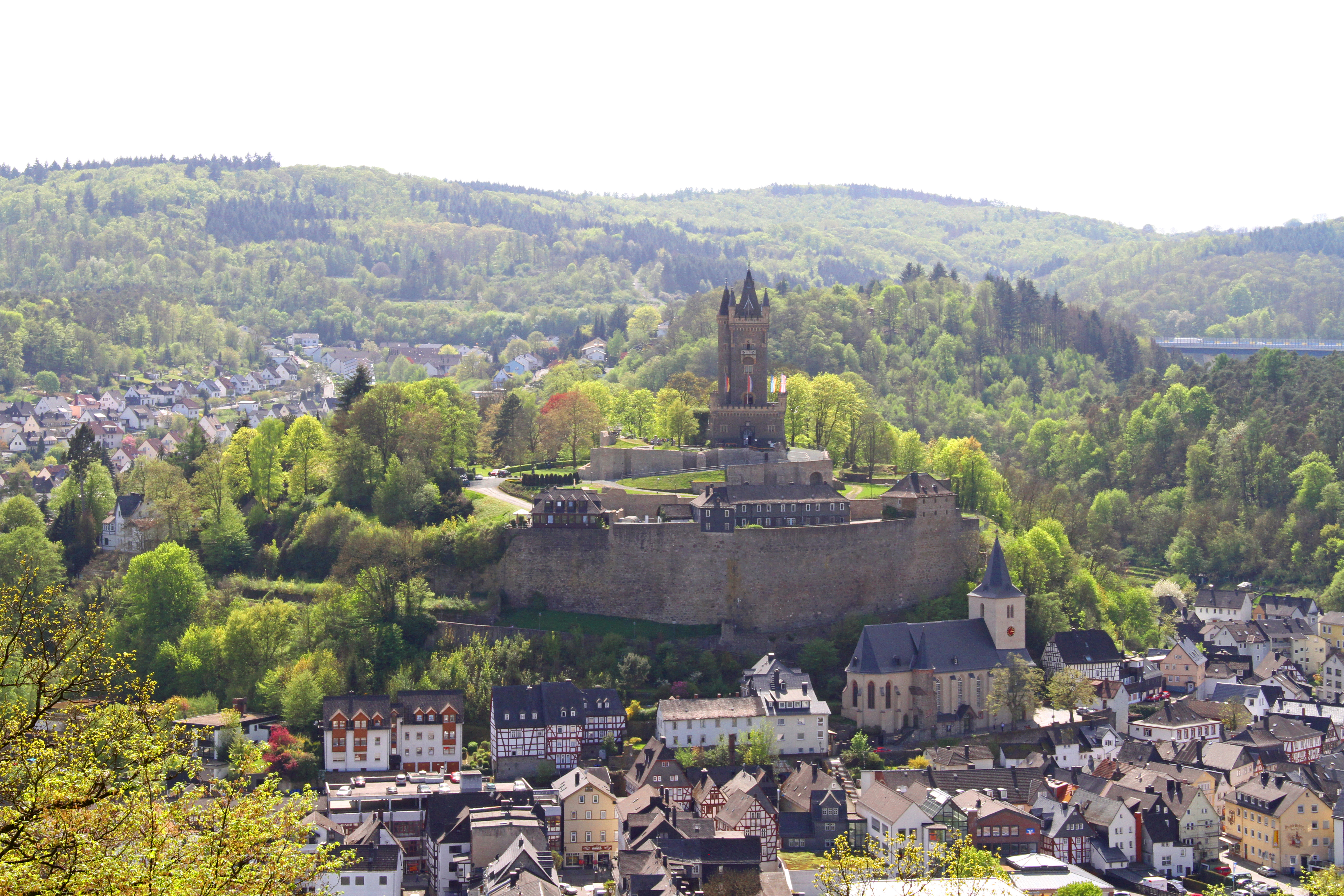
Dillenburg mit Wilhelmsturm und Altstadt, rechts die Autobahn 45, links hinten das Wohngebiet „Hof Feldbach“

Dillenburg ist eine Mittelstadt im mittelhessischen Lahn-Dill-Kreis. Sie ist ein Mittelzentrum und war Kreisstadt des ehemaligen Dillkreises.
Die Stadt ist Endpunkt des Fernwanderwegs Rothaarsteig und liegt an der deutsch-niederländischen Ferienstraße Oranier-Route sowie der Deutschen Fachwerkstraße. Sie trägt seit dem 2. November 2017 die amtliche Zusatzbezeichnung Oranienstadt.

## Geografie

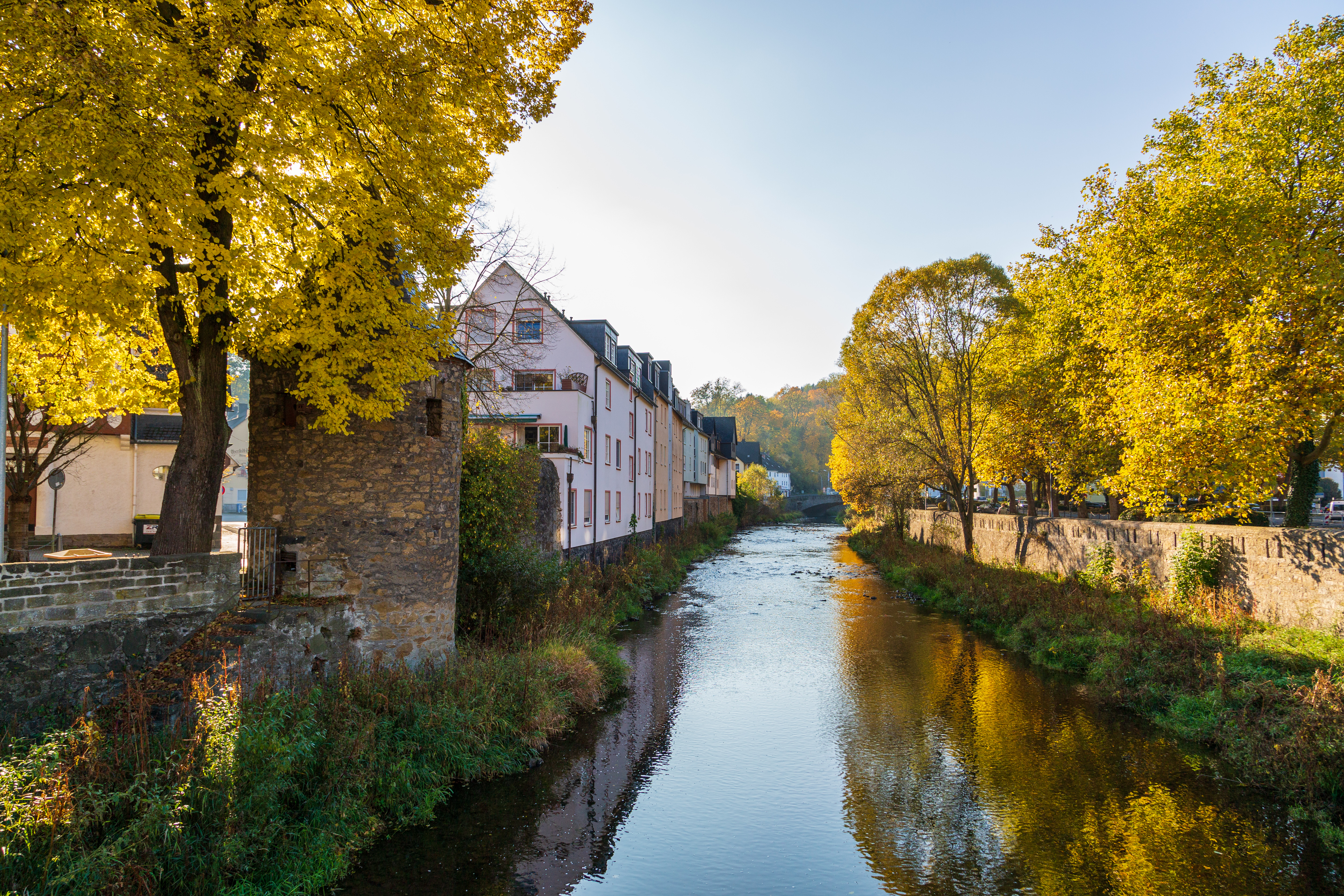
Dill mit Dillturm

### Geografische Lage
Dillenburg liegt im Dilltal längs der Dill und der im Norden der Stadt mündenden Dietzhölze, im Süden der Stadt münden die aus dem Schelder Wald kommenden Zuflüsse Nanzenbach und Schelde. Die Dill stellt dabei die Nahtstelle vom Westerwald im Westen und Gladenbacher Bergland im Osten dar, zu welchem unter anderem auch der Schelder Wald gehört. Nordwestlich der Stadt, zwischen Dill und Dietzhölze, erhebt sich die Struth als Ausläufer des Rothaargebirges. Der auf Dillenburger Stadtgebiet, zwischen der Kernstadt und dem Ortsteil Manderbach, liegende Galgenberg kann dabei als die südlichste Erhebung des Rothaargebirges angesehen werden.

### Nachbargemeinden
Dillenburg grenzt im Norden an die Gemeinde Eschenburg, im Osten an die Gemeinde Siegbach, im Süden an die Stadt Herborn und die Gemeinde Breitscheid sowie im Westen an die Stadt Haiger. Alle Nachbargemeinden befinden sich im Lahn-Dill-Kreis im Land Hessen.

### Stadtgliederung
| Ortsteil     | Wappen | Luftaufnahme | Beschreibung | Einwohnerzahl | Urkundliche Erstnennung |
| ------------ | ------ | ------------ | --- | ------------- | ----------------------- |
| Dillenburg   |        |              | Die Kernstadt Dillenburg befindet sich im Dilltal zwischen Niederscheld und Sechshelden. Durch den Ort führt die Bundesstraße 277. Im südlichen und im nordwestlichen Teil des Ortes befinden sich Industriegebiete. Über dem Ort thront der Wilhelmsturm. | 9625          | 1254                    |
| Donsbach     |        |              | Donsbach liegt im Tal des gleichnamigen Bachs zwischen Haiger, Uckersdorf und der Kernstadt, von welcher der Ort rund 4 km entfernt liegt. Die Kreisstraße 39 verbindet den Ort mit Dillenburg und Burg bzw. Uckersdorf und die K 40 mit Haiger.           | 1453          | 1048                    |
| Eibach       |        |              | Eibach liegt im Tal des Eibachs, nordöstlich der Kernstadt. Mit dieser ist der Ort über die Kreisstraße 38 verbunden, mit Niederscheld über die K 52. | 1115          | 1313                    |
| Frohnhausen  |        |              | Frohnhausen liegt an der Bundesstraße 253 zwischen Wissenbach und Dillenburg. Über die Kreisstraßen 50 und 48 ist der Ort noch mit Manderbach und Oberroßbach bzw. Weidelbach verbunden. Am Ort vorbei fließt die Dietzhölze.                              | 3852          | 1340                    |
| Manderbach   |        |              | Manderbach liegt zwischen Sechshelden, Frohnhausen und der Kernstadt. Verbunden mit diesen Orten ist Manderbach über die Kreisstraßen 49, 50 und 36 | 2459          | 1225                    |
| Nanzenbach   |        |              | Nanzenbach liegt im Tal des Meerbachs zwischen Dillenburg und Hirzenhain. Mit diesen Orten ist Nanzenbach über die Landesstraße 3362 verbunden. | 1034          | 1255                    |
| Niederscheld |        |              | Niederscheld liegt zwischen Burg und Dillenburg an der Dill und der Bundesstraße 277. Durch den Ort verläuft die Schelde und die Landesstraße 3042, welche den Ort mit Oberscheld verbindet. Außerdem zweigt hier die K 52 nach Eibach ab.                 | 1945          | 1274                    |
| Oberscheld   |        |              | Oberscheld liegt im Scheldetal. Mit Niederscheld und Hirzenhain ist der Ort über die L 3042 verbunden und mit Siegbach über die L 3363. | 1987          | 1444                    |

## Geschichte

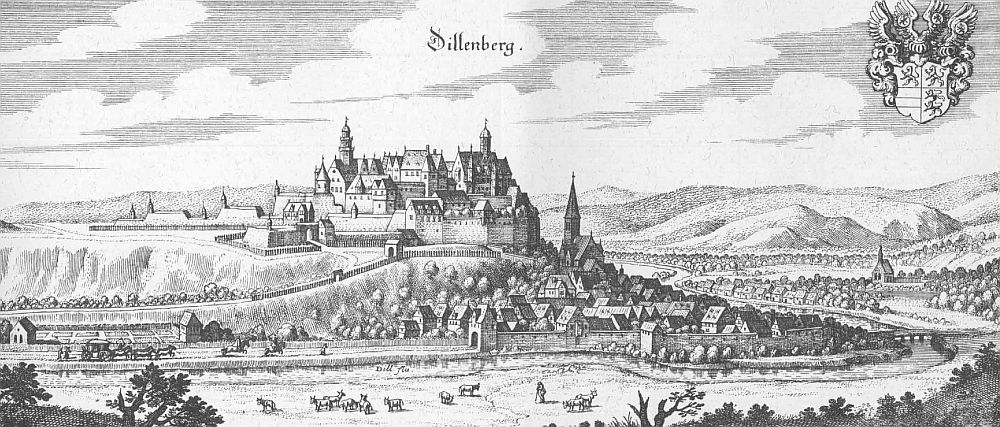
Dillenburg – Auszug aus der Topographia Hassiae von Matthäus Merian 1655

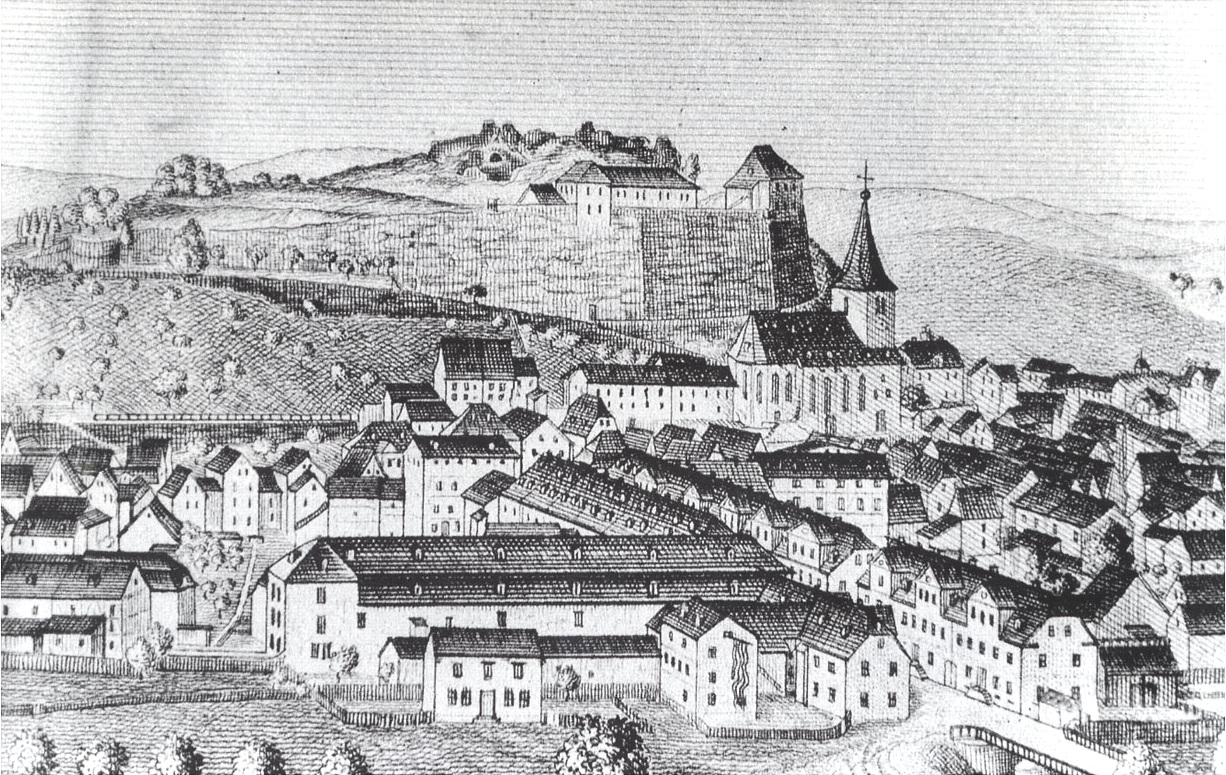
Dillenburg 1840

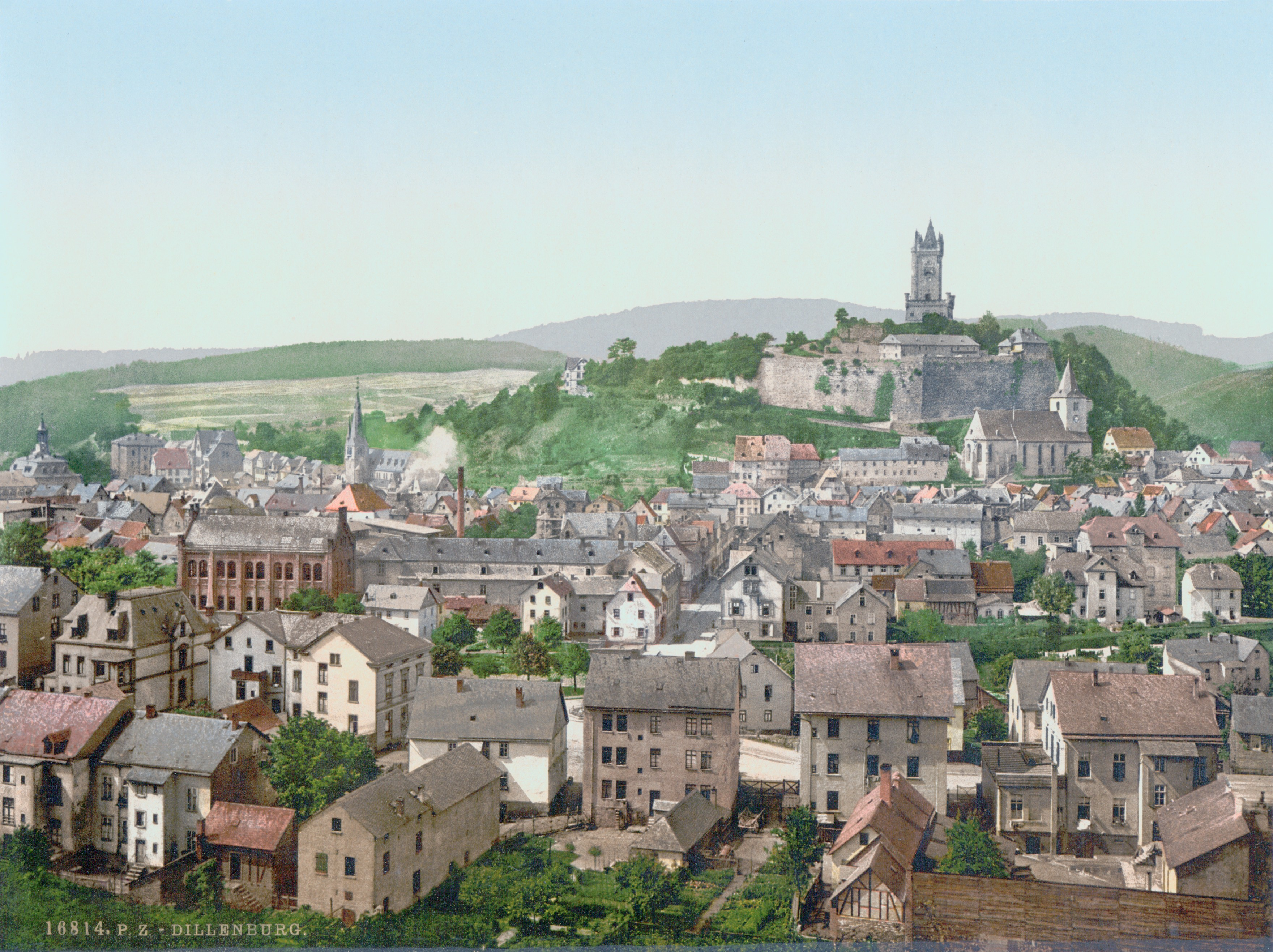
Dillenburg um 1900

In der Dillenburger Innenstadt

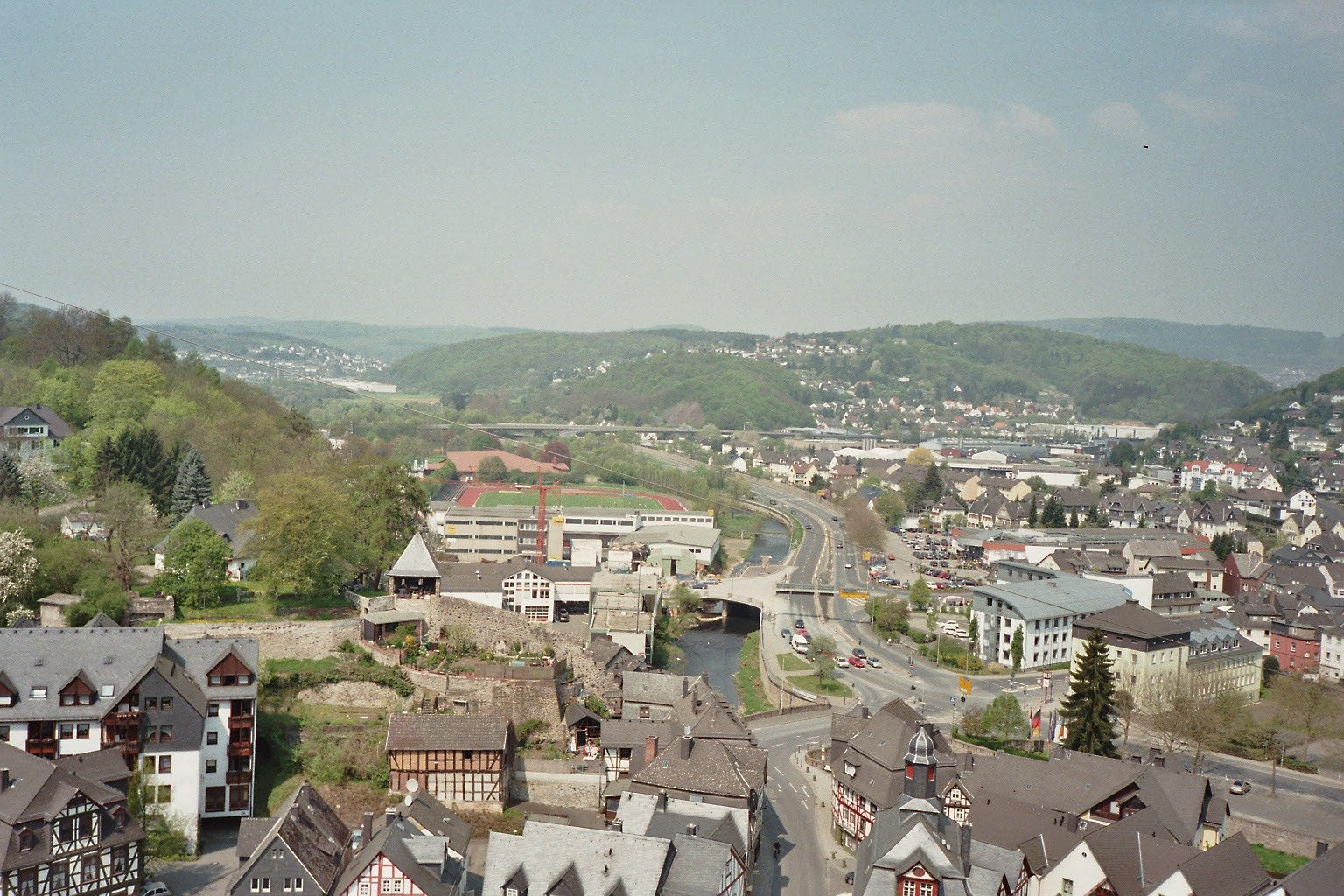
Stadtansicht nach Norden vom Wilhelmsturm

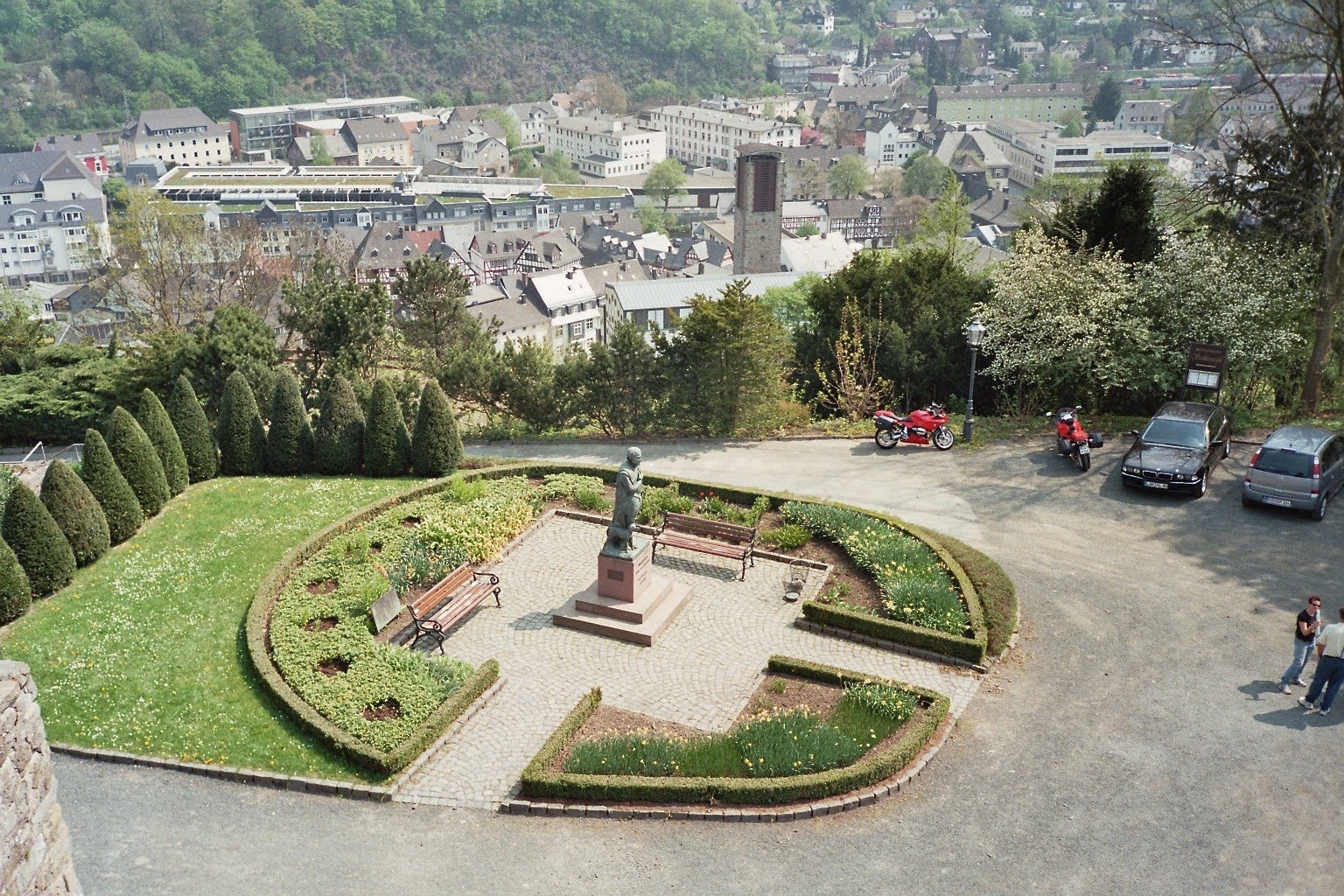
Stadtansicht nach Süden vom gleichen Standort

### Stadtgeschichte
Die älteste bekannte urkundliche Erwähnung war im Jahr 1254. Nur 90 Jahre später, im Jahr 1344, erhielt Dillenburg durch Kaiser Ludwig IV. den Bayern die Stadtrechte.
Dillenburg war Stammsitz des oranischen Zweiges des Hauses Nassau. Auf dem heutigen Schlossberg wurde Ende des 13. Jahrhunderts bzw. Anfang des 14. Jahrhunderts die Dillenburg erbaut. Diese Burg hatte für das Haus Nassau eine hohe Bedeutung, da sie im Gegensatz zur Burg Herborn kein Lehen der Landgrafen von Hessen, sondern eine Eigenburg war. Es gibt keine Abbildungen von dieser Burg, da sie vermutlich aus Holz gebaut war und in der Dernbacher Fehde um das Jahr 1323 zerstört wurde.
Im 16. Jahrhundert entstand an der Stelle der alten Burg mit dem Dillenburger Schloss die Hauptresidenz der Grafen von Nassau-Dillenburg, die ab 1536 gleichzeitig zu einer modernen Festung ausgebaut wurde. Aus dem Exil im Schloss organisierte der in Dillenburg geborene Wilhelm von Oranien den Widerstand der Niederlande gegen Spanien (1567–1572), was heute noch das niederländische Königshaus mit der Stadt verbindet. Das Land wurde durch einen Präsidenten der Regierung des Hauses Nassau-Dillenburg verwaltet. Einer der letzten Präsidenten war Freiherr Georg Ernst Ludwig von Preuschen von und zu Liebenstein.
Ein Stadtbrand verheerte im Jahr 1723 große Teile der Stadt. Mehr als 200 Gebäude fielen den Flammen zum Opfer. Viele der Fachwerkhäuser, die nach dem Brand aufgebaut wurden, stehen noch heute.
Im Siebenjährigen Krieg wurde das Dillenburger Schloss 1760 zerstört. Aus den Resten des Schlosses wurden die Gebäude an der Wilhelmstraße erbaut. Am 8. Juni 2010 wurde bekannt, dass die Wilhelmstraße – wie beispielsweise auch der Wilhelmsturm – fortan dem Schutz der Haager Konvention zum Schutz von Kulturgut bei bewaffneten Konflikten unterliegt. In der Wilhelmstraße befindet sich das Hessische Landgestüt.
Die Kasematten unter dem ehemaligen Schloss aus dem 16. Jahrhundert sind zum Teil erhalten und gehören zu den größten unterirdischen Verteidigungsanlagen in Europa. Die Kasematten boten in Kriegszeiten Quartier für über 2000 Soldaten. Sie sind teilweise wieder freigelegt und in einem Rundgang begehbar. Auch sie – wie auch die „Villa Grün“ – unterliegen fortan der Haager Konvention.
Im Herzogtum Nassau war Dillenburg Sitz des Amtes Dillenburg und des Hofgerichtes Dillenburg.
Im Jahr 1875 wurde der Wilhelmsturm, heute Wahrzeichen Dillenburgs, auf dem Schlossberg vollendet. Der Turm soll an Wilhelm von Oranien erinnern.
Im 19. Jahrhundert hielt mit dem Bau der Sieg-Dill-Strecke als Teil der Eisenbahnlinie von Gießen nach Köln die industrielle Revolution Einzug. Einen Aufschwung erlebte die Region durch die Nutzung der an Lahn, Dill und Sieg gefundenen Eisenerze. Zahlreiche Betriebe des Berg- und Hüttenwesens und der Metallverarbeitung entstanden. In dieser Zeit wurden viele von Dillenburg ausgehende Nebenstrecken gebaut, unter anderem nach Gönnern und Ewersbach. Diese Strecken sind mittlerweile wieder stillgelegt worden. Die Strecke nach Gönnern wurde bereits 1987 stillgelegt und komplett zurückgebaut. Das in der Dampflokzeit für die vielen Nebenstrecken notwendige Bahnbetriebswerk wurde 1983 geschlossen.
Im Zweiten Weltkrieg wurde Dillenburg mit seinem heute stillgelegten Rangierbahnhof Ziel alliierter Bombenangriffe. Die Erzförderung wurde nach dem Zweiten Weltkrieg zunehmend unrentabel. 1968 stellte der letzte Hochofen im Stadtteil Oberscheld seinen Betrieb ein.
Bei einem Unwetter am 17. September 2006 gingen 103 Liter Regen auf dem Quadratmeter nieder. Die Dill und ihr Nebenfluss Schelde traten über die Ufer und überschwemmten insbesondere die Stadtteile Ober- und Niederscheld. Über 1000 Keller liefen voll, auch das Kreiskrankenhaus wurde beschädigt und musste teilweise evakuiert werden. Der Gesamtschaden belief sich auf weit über 20 Millionen Euro.
Im Jahr 2007 wurde als Ortsumgehung der B 277 der Schlossbergtunnel eröffnet. Dieser verläuft unterhalb des Schlossberges und umgeht so die historische Fachwerkaltstadt.
Im November 2017 verlieh der Hessische Minister des Innern und für Sport, Peter Beuth, der Stadt die Stadtnamensergänzung „Oranienstadt“. Die neue Bezeichnung ist nach Paragraph 13 Absatz 2 der Hessischen Gemeindeordnung fester Bestandteil des Gemeindenamens (zu vergleichen mit „am Main“ bei Frankfurt am Main). Damit wird auf die herausragende historische Stellung Dillenburgs als Stammsitz des oranischen Zweiges des Hauses Nassau Bezug genommen. Wilhelm von Oranien, der „Vater“ der Niederlande, wurde in Dillenburg geboren.

### Verwaltungsgeschichte im Überblick
Die folgende Liste zeigt die Staaten und Verwaltungseinheiten, denen Dillenburg angehört(e):
- vor 1739: Heiliges Römisches Reich, Grafschaft/Fürstentum Nassau-Dillenburg, Amt Dillenburg
- ab 1739: Heiliges Römisches Reich, Fürstentum Nassau-Diez, Amt Dillenburg
- 1806–1813: Großherzogtum Berg,[Anm. 2] Département Sieg, Arrondissement Dillenburg, Kanton Dillenburg
- 1813–1815: Fürstentum Dillenburg, Amt Dillenburg
- ab 1816: Herzogtum Nassau[Anm. 3], Amt Dillenburg
- ab 1849: Herzogtum Nassau, Kreisamt Herborn[Anm. 4]
- ab 1854: Herzogtum Nassau, Amt Dillenburg
- ab 1867: Norddeutscher Bund, Königreich Preußen,[Anm. 5] Provinz Hessen-Nassau, Regierungsbezirk Wiesbaden, Dillkreis[Anm. 6]
- ab 1871: Deutsches Reich, Königreich Preußen, Provinz Hessen-Nassau, Regierungsbezirk Wiesbaden, Dillkreis
- ab 1918: Deutsches Reich, Freistaat Preußen, Provinz Hessen-Nassau, Regierungsbezirk Wiesbaden, Dillkreis
- ab 1932: Deutsches Reich, Freistaat Preußen, Provinz Hessen-Nassau, Regierungsbezirk Wiesbaden, Landkreis Dillenburg
- ab 1933: Deutsches Reich, Freistaat Preußen, Provinz Hessen-Nassau, Regierungsbezirk Wiesbaden, Dillkreis
- ab 1944: Deutsches Reich, Freistaat Preußen, Provinz Nassau, Dillkreis
- ab 1945: Deutsches Reich, Amerikanische Besatzungszone,[Anm. 7] Groß-Hessen, Regierungsbezirk Wiesbaden, Dillkreis
- ab 1946: Deutsches Reich, Amerikanische Besatzungszone, Hessen, Regierungsbezirk Wiesbaden, Dillkreis
- ab 1949: Bundesrepublik Deutschland, Hessen, Regierungsbezirk Wiesbaden, Dillkreis
- ab 1968: Bundesrepublik Deutschland, Hessen, Regierungsbezirk Darmstadt, Dillkreis
- ab 1977: Bundesrepublik Deutschland, Hessen, Regierungsbezirk Darmstadt, Lahn-Dill-Kreis
- ab 1981: Bundesrepublik Deutschland, Hessen, Regierungsbezirk Gießen, Lahn-Dill-Kreis

### Eingemeindungen
Im Zuge der Gebietsreform in Hessen wurden auf freiwilliger Basis am 1. Oktober 1971 die selbständige Gemeinde Eibach, am 31. Dezember 1971 die Gemeinde Manderbach und am 1. April 1972 die Gemeinde Nanzenbach nach Dillenburg eingemeindet. Es folgten am 1. Januar 1977 die Gemeinden Donsbach, Frohnhausen, Niederscheld und Oberscheld durch das Gesetz zur Neugliederung des Dillkreises, der Landkreise Gießen und Landkreis Wetzlar und der Städte Gießen und Wetzlar. Für die ehemals eigenständigen Gemeinden sowie für die Kernstadt von Dillenburg wurden je ein Ortsbezirk gebildet.

## Bevölkerung

### Einwohnerstruktur 2011
Nach den Erhebungen des Zensus 2011 lebten am Stichtag, dem 9. Mai 2011, in Dillenburg 23874 Einwohner. Darunter waren 2164 (9,0 %) Ausländer, von denen 349 aus dem EU-Ausland, 1490 aus anderen europäischen Ländern und 325 aus anderen Staaten kamen. Von den deutschen Einwohnern hatten 16,5 % einen Migrationshintergrund. (Bis zum Jahr 2020 erhöhte sich die Ausländerquote auf 13,6 %.) Nach dem Lebensalter waren 1710 Einwohner unter 18 Jahren, 3799 zwischen 18 und 49, 1785 zwischen 50 und 64 und 2049 Einwohner waren älter. Die Einwohner lebten in 10.206 Haushalten. Davon waren 3207 Singlehaushalte, 2865 Paare ohne Kinder und 3050 Paare mit Kindern, sowie 878 Alleinerziehende und 206 Wohngemeinschaften. In 2361 Haushalten lebten ausschließlich Senioren und in 9720 Haushaltungen lebten keine Senioren.

### Einwohnerentwicklung
Die Zahlen beziehen sich bis 1970 nur auf den Gemeindehauptort Dillenburg. Danach wurden zeitlich versetzt die heute zu Dillenburg gehörenden Dorfgemeinden eingemeindet.
(Daten ab 1998 jeweils zum 31. Dezember)

Einwohnerentwicklung von 1834 bis 2017 nach nebenstehender Tabelle

| Jahr | Einwohner |
| ---- | --------- |
| 1834 | 2.544     |
| 1840 | 2.629     |
| 1846 | 2.889     |
| 1852 | 2.741     |
| 1858 | 2.745     |
| 1864 | 3.024     |
| 1871 | 3.319     |
| 1875 | 3.676     |
| 1885 | 3.823     |
| 1895 | 4.090     |
| 1905 | 5.040     |
| 1910 | 5.371     |
| 1925 | 6.011     |
| 1939 | 6.788     |
| 1946 | 9.237     |
| 1950 | 10.116    |

| Jahr          | Einwohner |
| ------------- | --------- |
| 1956          | 10.331    |
| 1961          | 10.658    |
| 1967          | 10.412    |
| 1970          | 10.247    |
| Gebietsreform |           |
| 1971          | 12.854    |
| 1972          | 14.396    |
| 1977          | 24.837    |
| 1998          | 25.053    |
| 1999          | 25.124    |
| 2000          | 25.092    |
| 2001          | 25.017    |
| 2002          | 24.923    |

| Jahr | Einwohner |
| ---- | --------- |
| 2003 | 24.681    |
| 2004 | 24.533    |
| 2006 | 24.305    |
| 2009 | 23.637    |
| 2010 | 22.960    |
| 2011 | 23.790    |
| 2013 | 23.602    |
| 2015 | 23.510    |
| 2016 | 23.542    |
| 2017 | 23.471    |
| 2019 | 23.470    |
| 2020 | 23.261    |

Quellen:

### Historische Religionszugehörigkeit
| • 1885: | 3430 evangelische (= 89,72 %), 309 katholische (= 8,08 %), 83 andere christliche-konfessionelle (= 2,71 %), ein jüdischer (= 0,03 %) Einwohner |
| • 1961: | 7451 evangelische (= 69,91 %), 2727 katholische (= 25,59 %) Einwohner                                                                          |

Bei der Volkszählung 1987 wurden 15.724 (66,8 %) Mitglieder der evangelischen und 3500 (14,9 %) der katholischen Kirche gezählt, 4314 (18,3 %) gehörten keine der beiden Religionsgemeinschaften an oder machen keine Angaben.
Gemäß der Volkszählung 2011 gehörten damals die Hälfte der Bevölkerung den evangelischen Kirchen an; im Jahr 2011 waren 52,0 % der Einwohner evangelisch, 12,2 % römisch-katholisch und 35,8 % waren konfessionslos, gehörten einer anderen Religionsgemeinschaft an oder machten keine Angabe.
Die Zahl der Protestanten und Katholiken ist seitdem gesunken. Derzeit (Stand 31. Dezember 2019) sind von den Einwohnern 10.725 (45,7 %) evangelisch, 2.529 (10,8 %) römisch-katholisch und 10.216 (43,5 %) sind konfessionslos oder gehören einer anderen Religionsgemeinschaft an.

## Religion

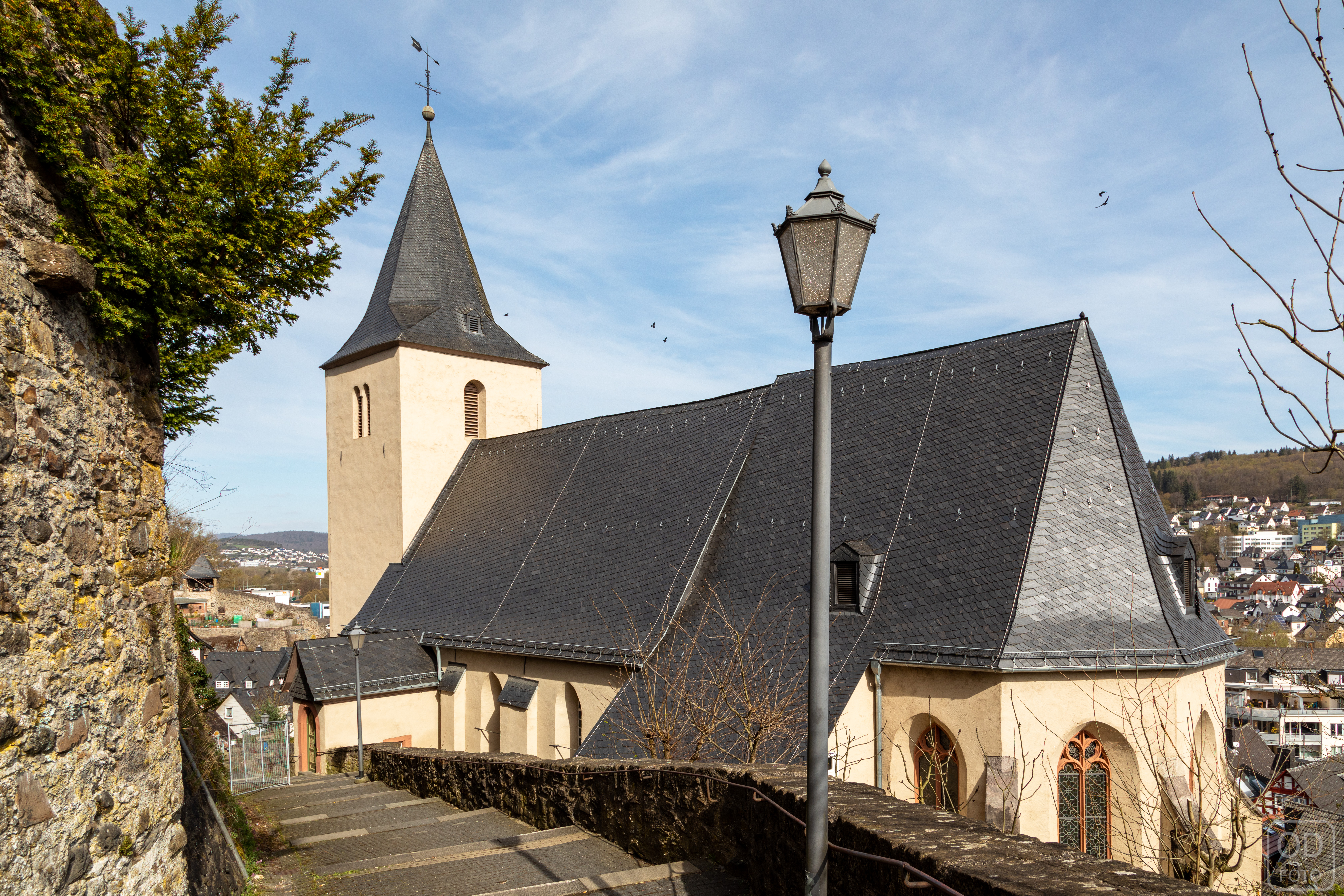
Die evangelische Stadtkirche in Dillenburg aus Richtung Schlossberg

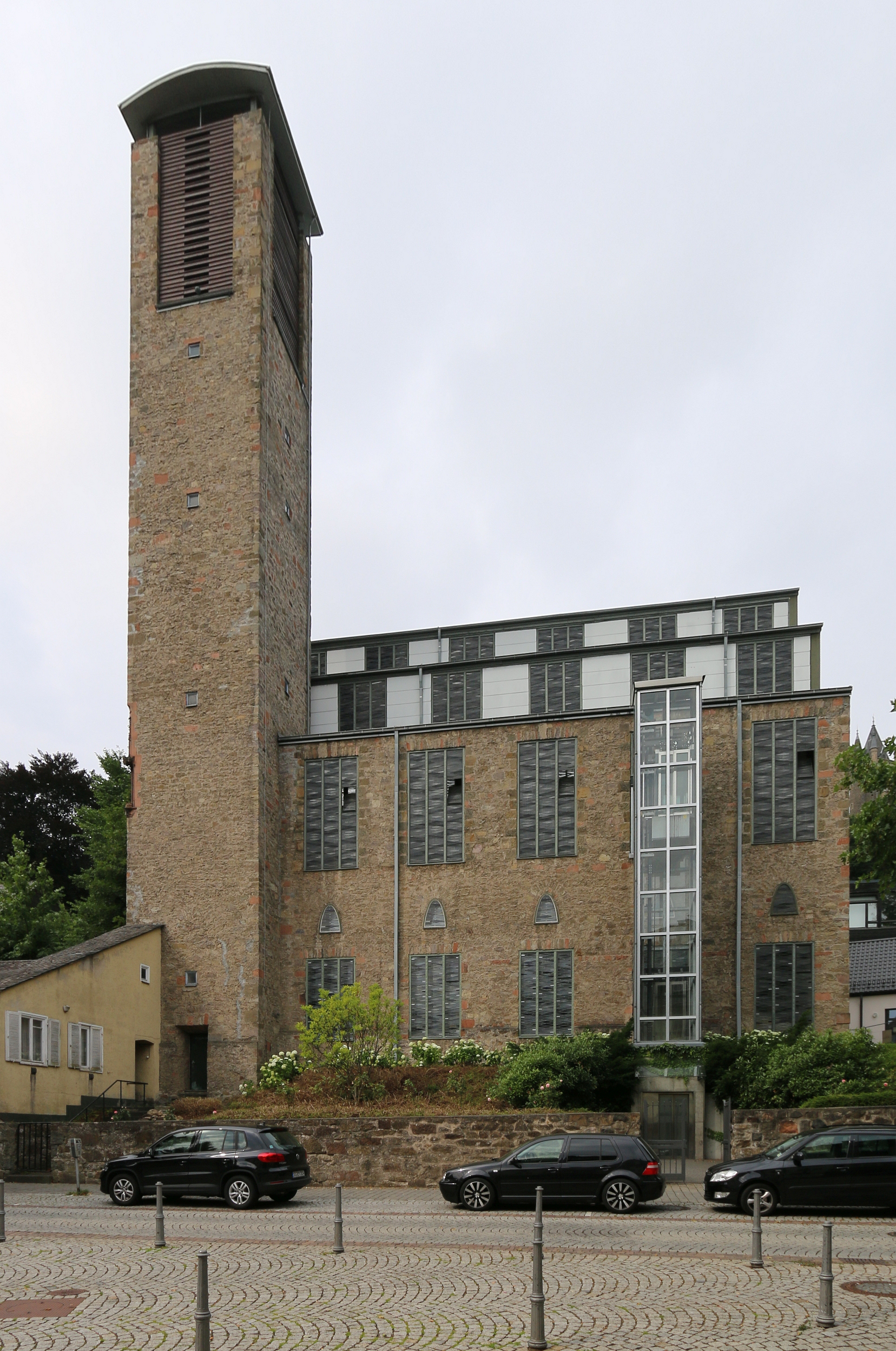
Herz-Jesu-Kirche

Wilhelm der Reiche führte in den 1530er Jahren in seiner Grafschaft Nassau-Dillenburg die Reformation ein, wodurch die Bevölkerung und die Johanneskirche von Dillenburg evangelisch-lutherisch wurden.
Die historische Stadtkirche gehört zur evangelischen Kirchengemeinde Dillenburg, die Teil des Dekanates an der Dill in der Propstei Nord-Nassau der Evangelischen Kirche in Hessen und Nassau ist. Evangelische Kirchen stehen auch in den Stadtteilen Donsbach, Eibach, Frohnhausen, Manderbach, Nanzenbach, Niederscheld und Oberscheld.
Die römisch-katholische Kirche ist in Dillenburg mit der Pfarrei Zum Guten Hirten an der Dill vertreten, die zur „Region Lahn“ des Bistums Limburg gehört. Zur Pfarrei gehören in Dillenburg die Pfarrkirche Herz Jesu und die Kapelle des Alten- und Pflegeheimes Haus Elisabeth, sowie die Filialkirche Zum kostbaren Blut in Frohnhausen und das Roncallihaus in Oberscheld.
Freie evangelische Gemeinden (FeG) bestehen in Dillenburg, Frohnhausen, Nanzenbach und Oberscheld, sie gehören zum Bund Freier evangelischer Gemeinden in Deutschland. Die Adventgemeinde Dillenburg gehört zur Freikirche der Siebenten-Tags-Adventisten, eine weitere Dillenburger Gemeinde ist der Jesus Freaks Dillkreis e. V.
In Donsbach ist eine Evangelisch-methodistische Gemeinschaft beheimatet. In Frohnhausen bestehen auch die Christliche Gemeinschaft e. V., eine weitere Christliche Gemeinde sowie eine Brüdergemeinde. In Manderbach wurde 1853 eine Christliche Versammlung gegründet, die heute zu den ältesten Brüdergemeinden in Deutschland gehört.
Eine Neuapostolische Kirche besteht in Dillenburg nicht mehr, die nächstliegende neuapostolische Kirche steht in Haiger.
Die Moschee in Dillenburg gehört zur Türkisch-Islamischen Union der Anstalt für Religion (DİTİB).

## Politik

### Stadtverordnetenversammlung

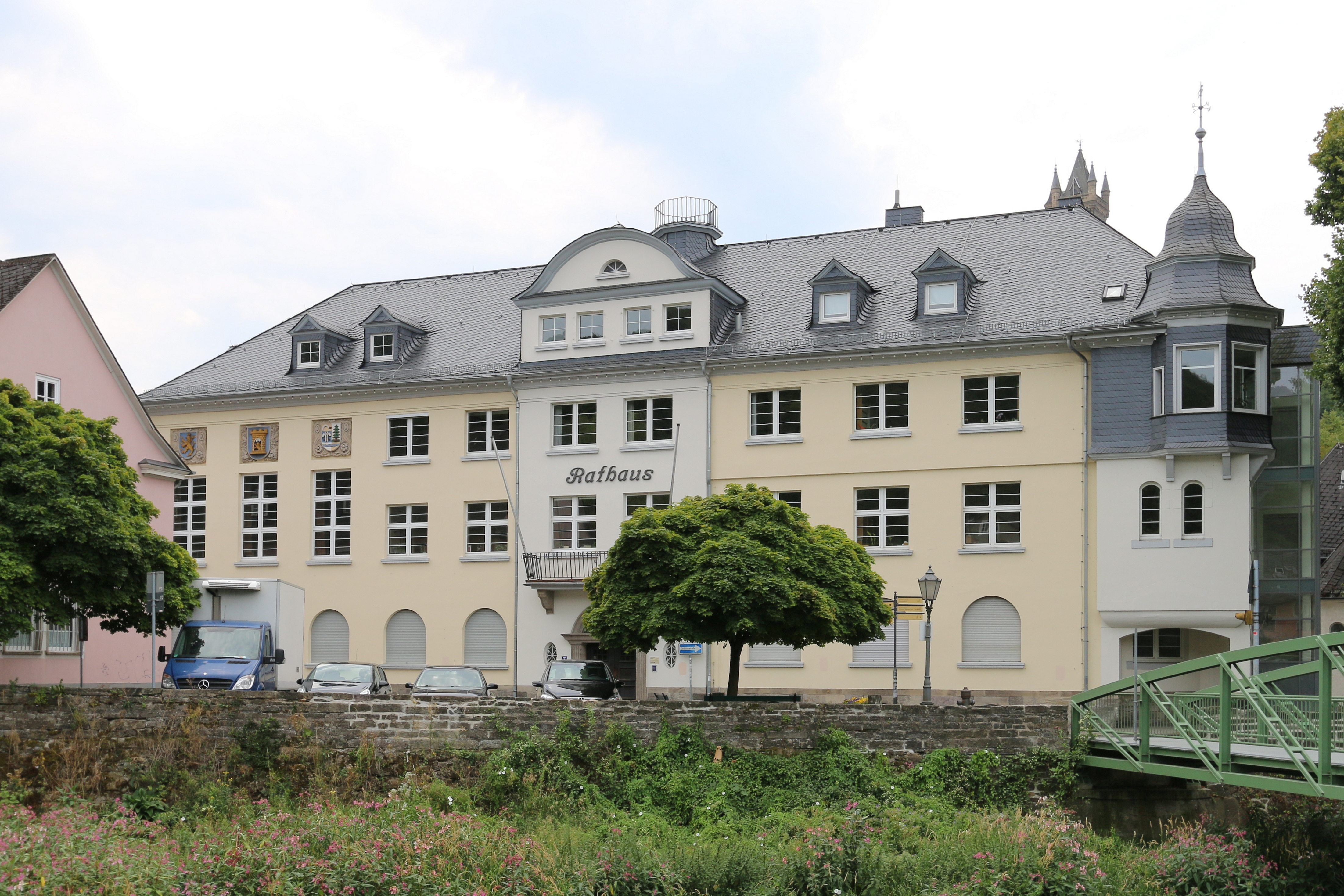
Dillenburger Rathaus

Die Stadtverordnetenversammlung ist das oberste Organ der Stadt. Ihre politische Zusammensetzung wird alle fünf Jahre in der Kommunalwahl durch die Wahlbevölkerung der Stadt bestimmt. Wählen darf, wer das 18. Lebensjahr vollendet hat und deutscher Staatsbürger im Sinne des Grundgesetzes oder Staatsangehöriger eines der übrigen Mitgliedstaaten der Europäischen Union ist. Für alle gilt, dass sie seit mindestens drei Monaten in der Stadt gemeldet sein müssen.
Der einzelne Wähler hat die Möglichkeit, seine Stimmen auf mehrere Kandidaten – auch solche verschiedener Wahllisten – zu verteilen (Panaschieren) oder auf einzelne Kandidaten anzuhäufen (kumulieren). Hierzu stehen dem Wähler so viele Stimmen zur Verfügung, wie es Sitze zu vergeben gilt. In der Stadtverordnetenversammlung Dillenburg sind dies aktuell 37.
Die Kommunalwahl am 14. März 2021 lieferte folgendes Ergebnis, im Vergleich zu früheren Kommunalwahlen:
| Wahlvorschläge | Wahlvorschläge | CDU    | GRÜNE  | SPD    | AfD    | FDP   | Bürger für Dillenburg | REP    | FWG   | BL b  | Sitzverteilung |
| -------------- | -------------- | ------ | ------ | ------ | ------ | ----- | --------------------- | ------ | ----- | ----- | --- |
| 2021           | Stimmanteil a  | 41,7 % | 18,4 % | 24,1 % | 5,12 % | 5,8 % | 4,9 %                 | —      | —     | —     | Sitzverteilung in der Stadtverordnetenversammlung 2021Insgesamt 37 Sitze - SPD: 9 - Grüne: 7 - FDP: 2 - BfD: 2 - CDU: 15 - AfD: 2                                                                 |
| 2021           | Sitze (von 37) | 15     | 7      | 9      | 2      | 2     | 2                     | —      | —     | —     | Sitzverteilung in der Stadtverordnetenversammlung 2021Insgesamt 37 Sitze - SPD: 9 - Grüne: 7 - FDP: 2 - BfD: 2 - CDU: 15 - AfD: 2                                                                 |
| 2016           | Stimmanteil a  | 46,9 % | 11,3 % | 29,7 % | —      | 8,0 % | 4,1 %                 | —      | —     | —     | Die zur Anzeige dieser Grafik verwendete Erweiterung wurde dauerhaft deaktiviert. Wir arbeiten aktuell daran, diese und weitere betroffene Grafiken auf ein neues Format umzustellen. (Mehr dazu) |
| 2016           | Sitze (von 37) | 17 c   | 4      | 11     | —      | 3     | 2 d                   | —      | —     | —     | Die zur Anzeige dieser Grafik verwendete Erweiterung wurde dauerhaft deaktiviert. Wir arbeiten aktuell daran, diese und weitere betroffene Grafiken auf ein neues Format umzustellen. (Mehr dazu) |
| 2011           | Stimmanteil a  | 47,4 % | 13,2 % | 35,0 % | —      | 4,4 % | —                     | —      | —     | —     | Die zur Anzeige dieser Grafik verwendete Erweiterung wurde dauerhaft deaktiviert. Wir arbeiten aktuell daran, diese und weitere betroffene Grafiken auf ein neues Format umzustellen. (Mehr dazu) |
| 2011           | Sitze (von 37) | 17     | 5      | 13     | —      | 2     | —                     | —      | —     | —     | Die zur Anzeige dieser Grafik verwendete Erweiterung wurde dauerhaft deaktiviert. Wir arbeiten aktuell daran, diese und weitere betroffene Grafiken auf ein neues Format umzustellen. (Mehr dazu) |
| 2006           | Stimmanteil a  | 51,4 % | 6,1 %  | 31,0 % | —      | 3,6 % | —                     | 4,5 %  | 3,5 % | —     | Die zur Anzeige dieser Grafik verwendete Erweiterung wurde dauerhaft deaktiviert. Wir arbeiten aktuell daran, diese und weitere betroffene Grafiken auf ein neues Format umzustellen. (Mehr dazu) |
| 2006           | Sitze (von 37) | 19     | 2      | 12     | —      | 1     | —                     | 2      | 1     | —     | Die zur Anzeige dieser Grafik verwendete Erweiterung wurde dauerhaft deaktiviert. Wir arbeiten aktuell daran, diese und weitere betroffene Grafiken auf ein neues Format umzustellen. (Mehr dazu) |
| 2001           | Stimmanteil a  | 43,1 % | 4,7 %  | 34,7 % | —      | 3,6 % | —                     | 5,9 %  | 4,3 % | 3,6 % | Die zur Anzeige dieser Grafik verwendete Erweiterung wurde dauerhaft deaktiviert. Wir arbeiten aktuell daran, diese und weitere betroffene Grafiken auf ein neues Format umzustellen. (Mehr dazu) |
| 2001           | Sitze (von 45) | 19     | 2      | 16     | —      | 1     | —                     | 3      | 2     | 2     | Die zur Anzeige dieser Grafik verwendete Erweiterung wurde dauerhaft deaktiviert. Wir arbeiten aktuell daran, diese und weitere betroffene Grafiken auf ein neues Format umzustellen. (Mehr dazu) |
| 1997           | Stimmanteil a  | 31,1 % | 8,1 %  | 32,6 % | —      | 2,8 % | —                     | 11,7 % | 7,5 % | 6,2 % | Die zur Anzeige dieser Grafik verwendete Erweiterung wurde dauerhaft deaktiviert. Wir arbeiten aktuell daran, diese und weitere betroffene Grafiken auf ein neues Format umzustellen. (Mehr dazu) |
| 1997           | Sitze (von 45) | 14     | 4      | 15     | —      | —     | —                     | 5      | 4     | 3     | Die zur Anzeige dieser Grafik verwendete Erweiterung wurde dauerhaft deaktiviert. Wir arbeiten aktuell daran, diese und weitere betroffene Grafiken auf ein neues Format umzustellen. (Mehr dazu) |

Es waren 37 Stadtverordnete sowie die Ortsbeiräte der Stadt für die Legislaturperiode vom 1. April 2021 bis 31. März 2026 zu wählen. Von 17.398 Wahlberechtigten gingen 6.685 zur Wahl. Somit stieg die Wahlbeteiligung von 36,6 % im Jahr 2011 und 37,6 % im Jahr 2016 auf 38,4 % im Jahr 2021.
In der letzten Legislaturperiode löste sich die Fraktion der Bürger für Dillenburg zum Jahresende 2019 auf. Die Abgeordnete Sabine Simon schloss sich zum 20. Februar 2020 der CDU-Fraktion an, die somit auf 18 Sitze in der Stadtverordnetenversammlung kam. Der Abgeordnete Otto Nickel blieb als fraktionsloser Abgeordneter eigenständig.

### Bürgermeister und Magistrat
Nach der hessischen Kommunalverfassung wird der Bürgermeister für eine sechsjährige Amtszeit gewählt, seit dem Jahr 1993 in einer Direktwahl, und ist Vorsitzender des Magistrats, dem in der Stadt Dillenburg neben dem Bürgermeister ehrenamtlich ein Erster Stadtrat und acht weitere Stadträte angehören. Bürgermeister ist seit dem 1. April 2002 Michael Lotz (CDU). Er wurde als Nachfolger von Helmut Meckel, der nach zwei Amtszeiten nicht mehr zur Wahl antrat, am 21. Oktober 2001 im ersten Wahlgang bei 49,9 Prozent Wahlbeteiligung mit 61,2 Prozent der Stimmen gewählt. Es folgten drei Wiederwahlen, zuletzt im Oktober 2019.
Amtszeiten der Bürgermeister
- 2002–2026 Michael Lotz (CDU)[30]
- 1990–2002 Helmut Meckel[31]
- 1984–1990 Manfred Fughe
- 1954–1984 Gerhard Beermann
- 1945–1954 Karl Fick

### Wappen und Flagge
Im Jahr 1907 wurde das Wappen mit folgender Beschreibung genehmigt und 1934 bestätigt:
| Wappen der Stadt Dillenburg | Blasonierung: „In Blau ein goldener Zinnenturm mit einem aufgerichteten goldenen Löwen im großen Tor und gezogenem silbernen Gitter.“ |
| Wappen der Stadt Dillenburg | Wappenbegründung: Die Komposition ist identisch mit der Komposition auf den ältesten Siegeln der Stadt aus dem 15. bis 18. Jahrhundert. Der Turm symbolisiert den Stadtcharakter und Status von Dillenburg. Die Stadtrechte wurden 1344 von König Ludwig von Bayern verliehen und 1597 von den Grafen von Nassau bestätigt. Der Löwe ist der Nassauische Löwe |

Die Hissflagge und vor allem die Bannerflagge sind in Dillenburg häufig anzutreffen. Sie bestehen aus einer blauen und einer orangen Bahn, in der Mitte ist meist das Wappen aufgelegt.

### Ortsbezirke
- Grüne: 1
- SPD: 2
- FDP: 1
- CDU: 3

Für die Stadtteile Kernstadt Dillenburg, Donsbach, Eibach, Frohnhausen, Manderbach, Nanzenbach, Niederscheld und Oberscheld bestehen Ortsbezirke mit Ortsbeirat und Ortsvorsteher, nach Maßgabe der §§ 81 und 82 HGO und des Kommunalwahlgesetzes in der jeweils gültigen Fassung, gibt es im Gemeindegebiet: Die Wahl der Ortsbeiräte erfolgt im Rahmen der Kommunalwahlen. Der Ortsbeirat wählt eines seiner Mitglieder zum Ortsvorsteher bzw. zur Ortsvorsteherin.

### Ortsbeirat Kernstadt Dillenburg
Der Ortsbeirat besteht aus sieben Mitgliedern. Bei den Kommunalwahlen in Hessen 2021 betrug die Wahlbeteiligung zum Ortsbeirat 35,08 %. Für die Sitzverteilung siehe die nebenstehende Grafik. Der Ortsbeirat wählte Manfred Georg (CDU) zum Ortsvorsteher.

### Partnerstädte

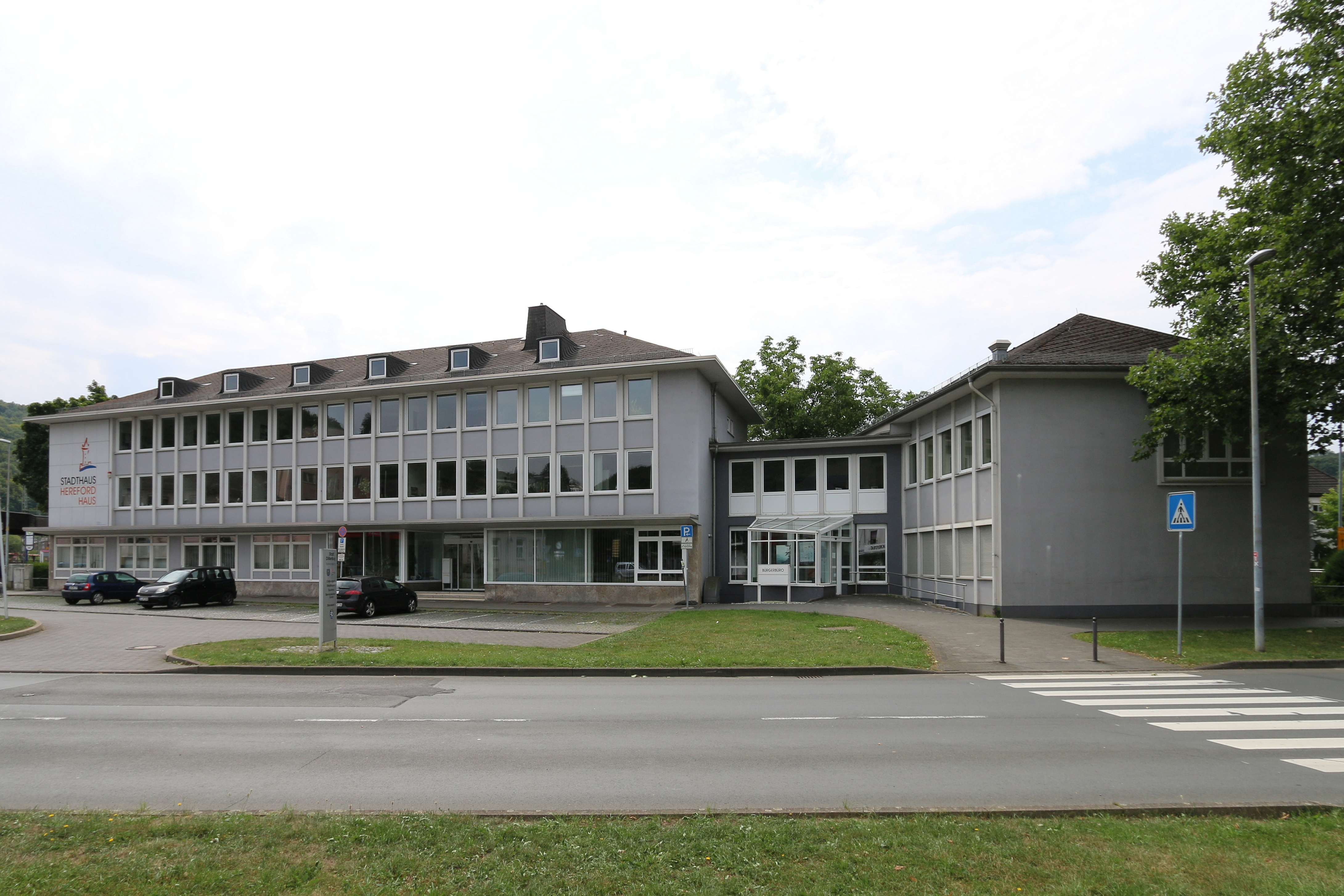
Das Hereford-Haus

1963 gründete Dillenburg mit den Städten Breda in den Niederlanden, Diest in Belgien und Orange in Frankreich die „Union der Oranienstädte“. Diese Städte waren wichtige Residenzen des Oranischen Zweiges des Hauses Nassau.
Mit Hereford in Großbritannien besteht seit 1989 eine Städtepartnerschaft. Von Dillenburger Seite pflegt die „Deutsch-Englische Gesellschaft“, von Hereforder Seite aus die „Twinning Association“ die Partnerschaft. Die beiden Vereine besuchen sich im jährlichen Wechsel. Im Jahre 2005 wurde das Stadthaus (Außenstelle des Rathauses z. B. mit Tourismusbüro, Zulassungsstelle) in „Hereford-Haus“ umbenannt.

## Kultur und Sehenswürdigkeiten
Vor allem durch den Rothaarsteig, der in Dillenburg startet bzw. endet, aber auch durch die geschichtlichen Bezüge zu den Niederlanden, ist Dillenburg ein touristisches Ziel.

### Museen

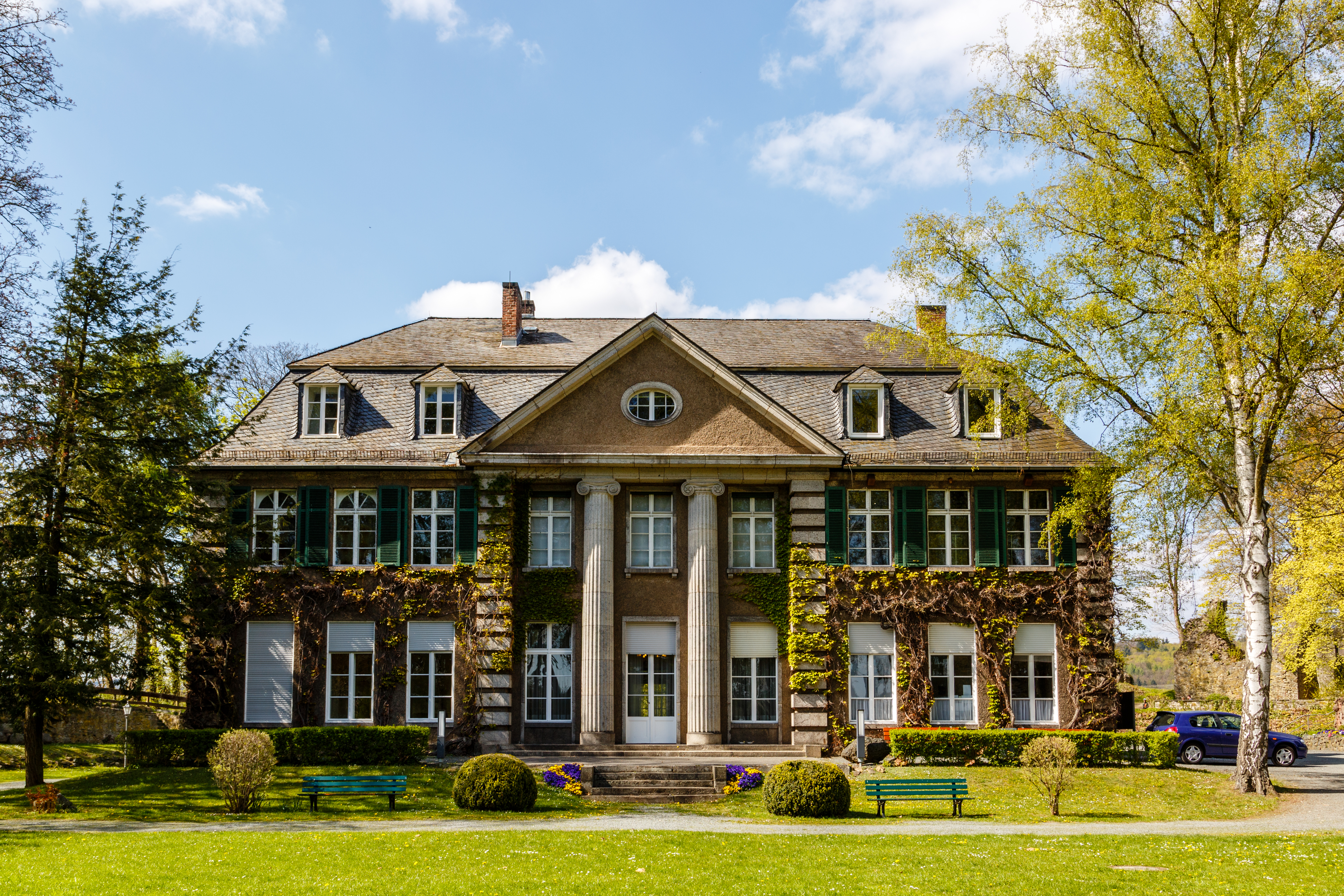
Villa Grün

In Dillenburg existieren der Wilhelmsturm mit dem Oranien-Nassauischen Museum an der Stelle des im Jahr 1760 zerstörten Dillenburger Schlosses oder das wirtschaftsgeschichtliche Museum Villa Grün. Das Kutschenmuseum in der Orangerie – „Lebendiges Museum“ rund um das Pferd – ist im Hessischen Landgestüt beheimatet.

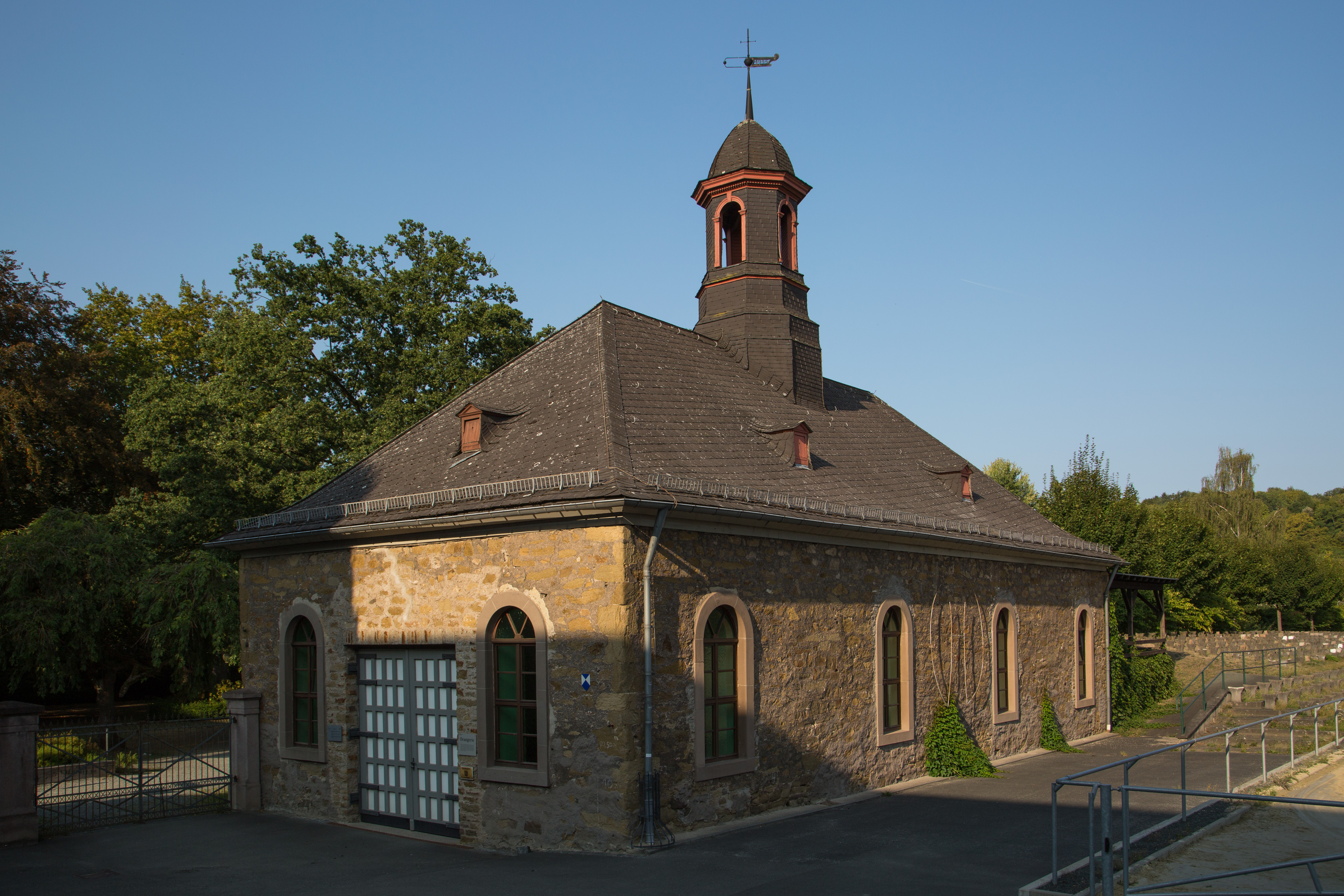
Orangerie

### Bauwerke
Bekannte Bauwerke in Dillenburg sind zum Beispiel der Wilhelmsturm aus den Jahren 1872–1875, die Kasematten des Dillenburger Schlosses aus dem 16. Jahrhundert, die evangelische Stadtkirche aus dem Jahre 1491 und der Dillturm aus dem Jahr 1597. Außerdem gibt es das alte Pfarrhaus aus den Jahren 1531 bis 1533, das Untertor aus dem Jahr 1344 (Umbauarbeiten 1594 und 1737) und als Ensemble die historische Altstadt mit zahlreichen Fachwerkhäusern.
Der Bismarcktempel (⊙), ein im Jahr 1885 errichteter 6 m hoher Aussichts-Pavillon, steht auf dem nordöstlich der Ortsmitte gelegenen Weinberg.

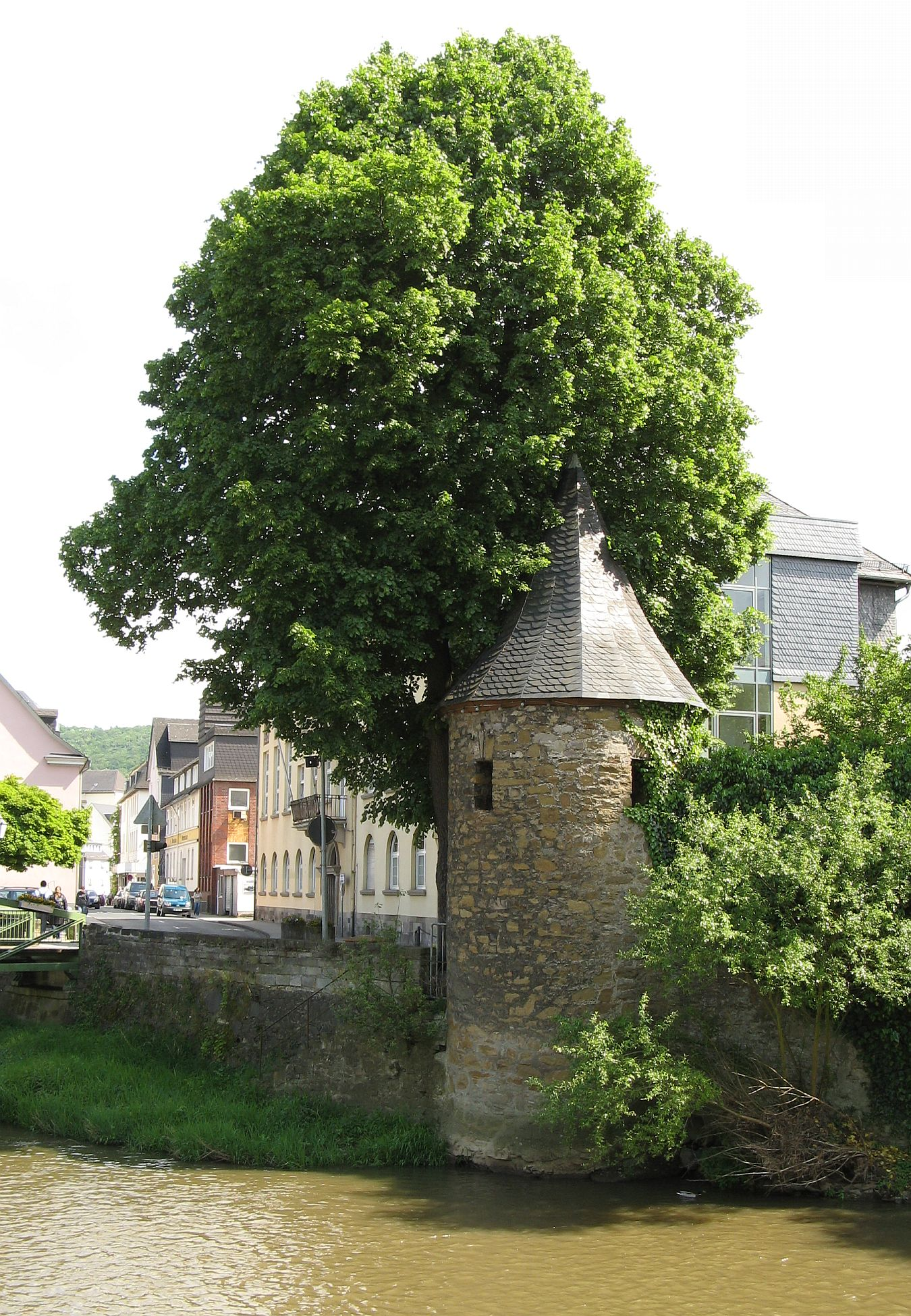
Der 1597 erbaute Dillturm war Teil der Stadtmauer
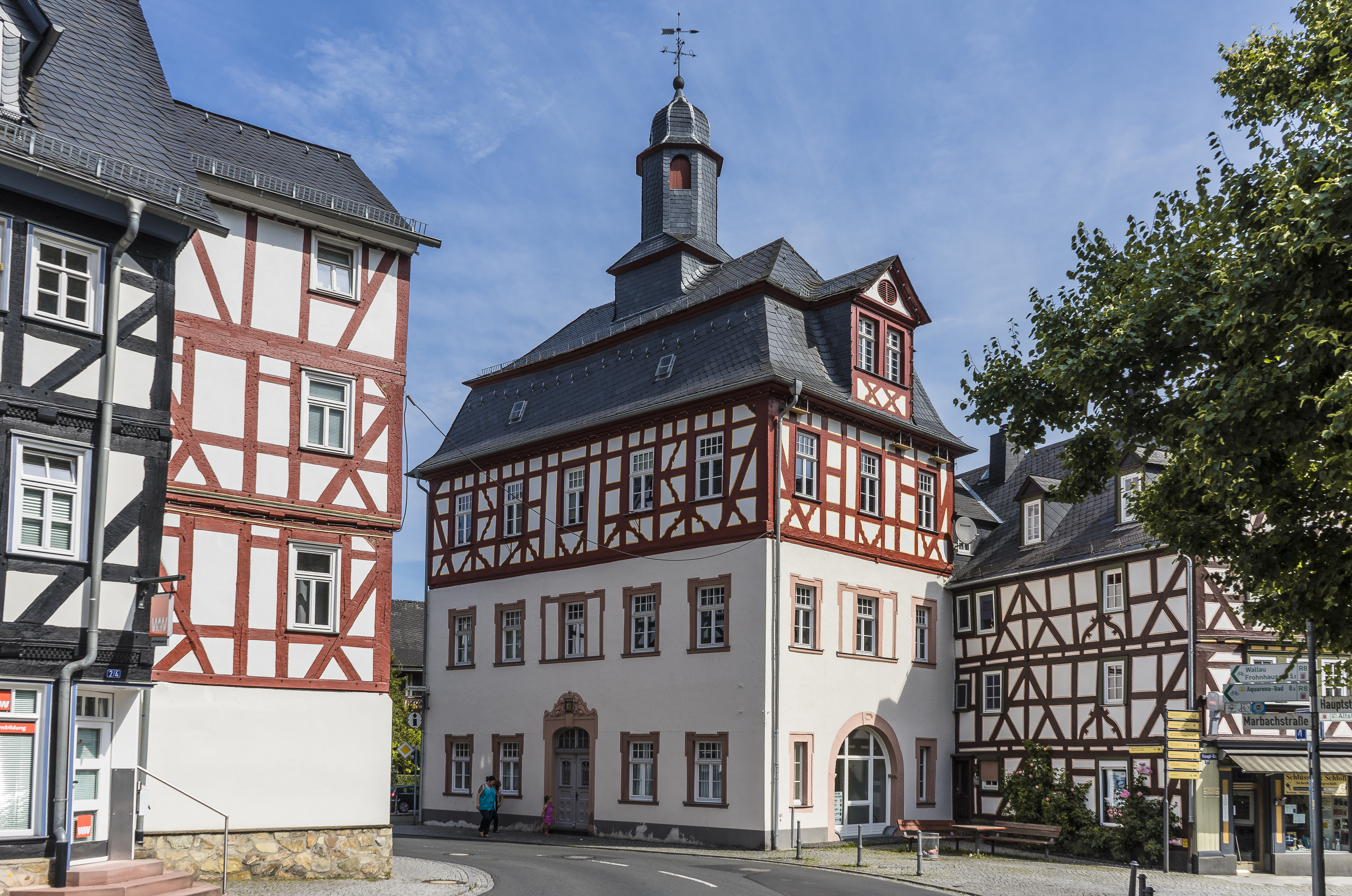
Das alte Rathaus Dillenburg, heute Touristeninformation
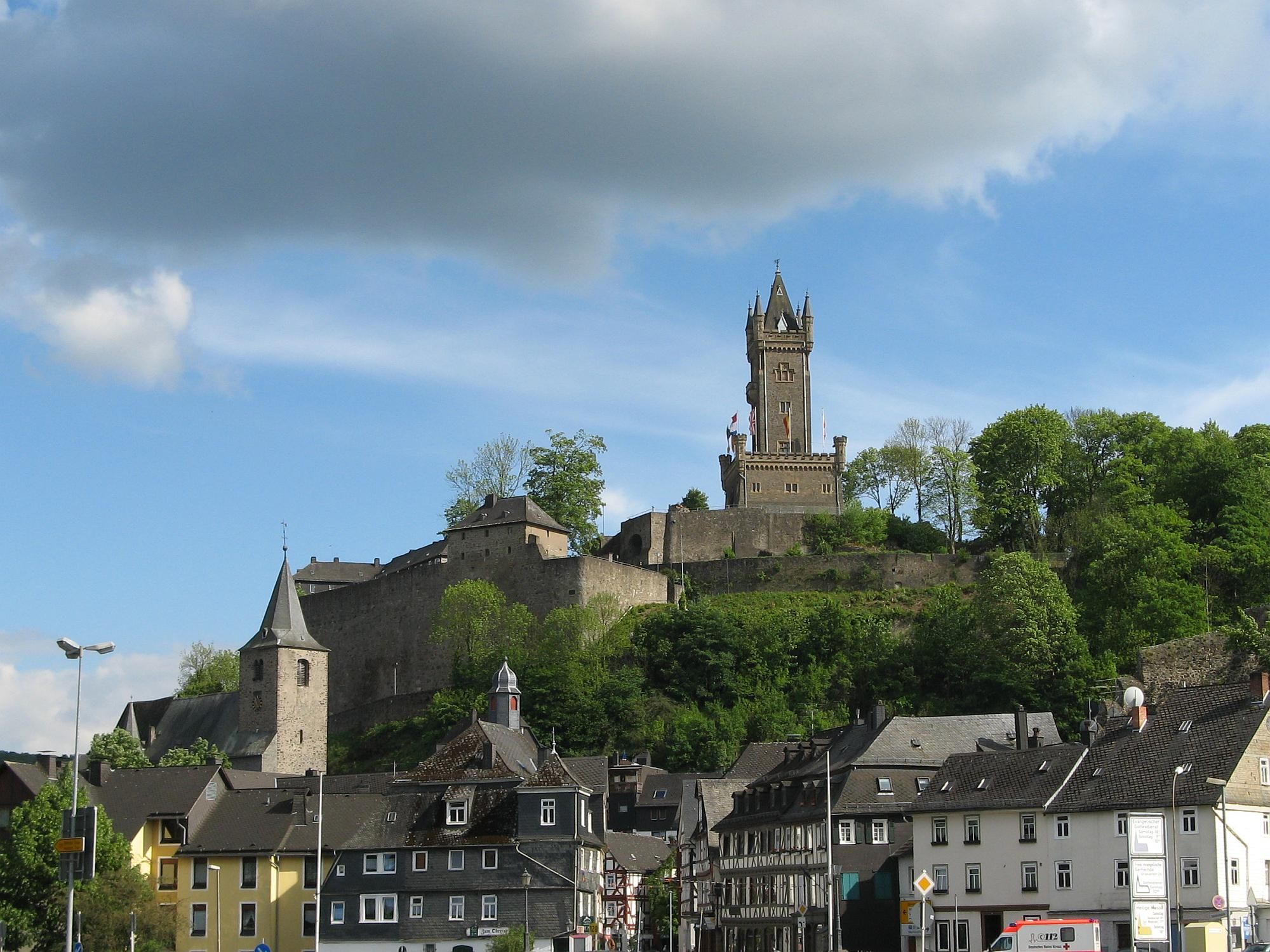
Der Wilhelmsturm – das Wahrzeichen von Dillenburg
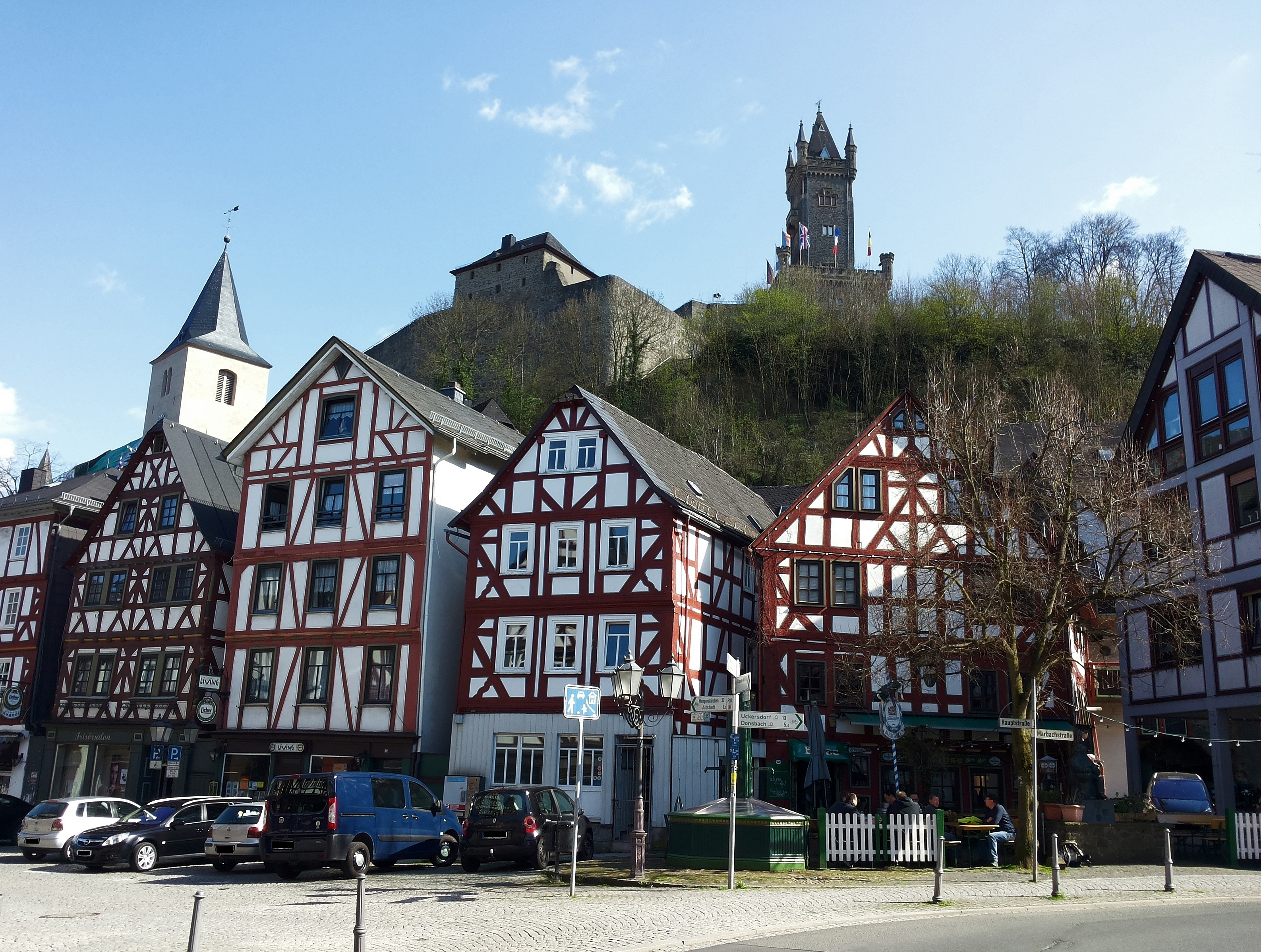
Altstadt
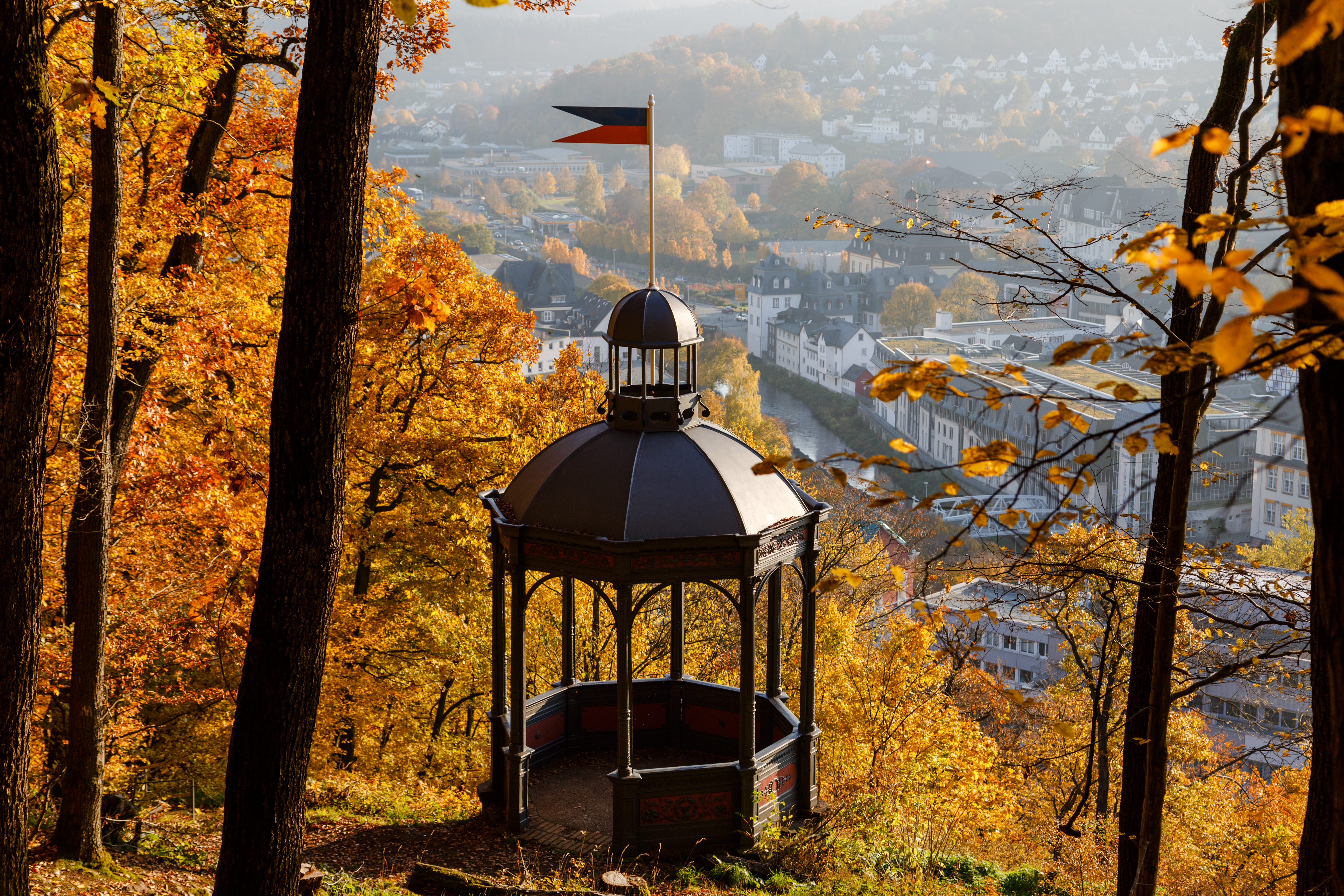
Bismarcktempel
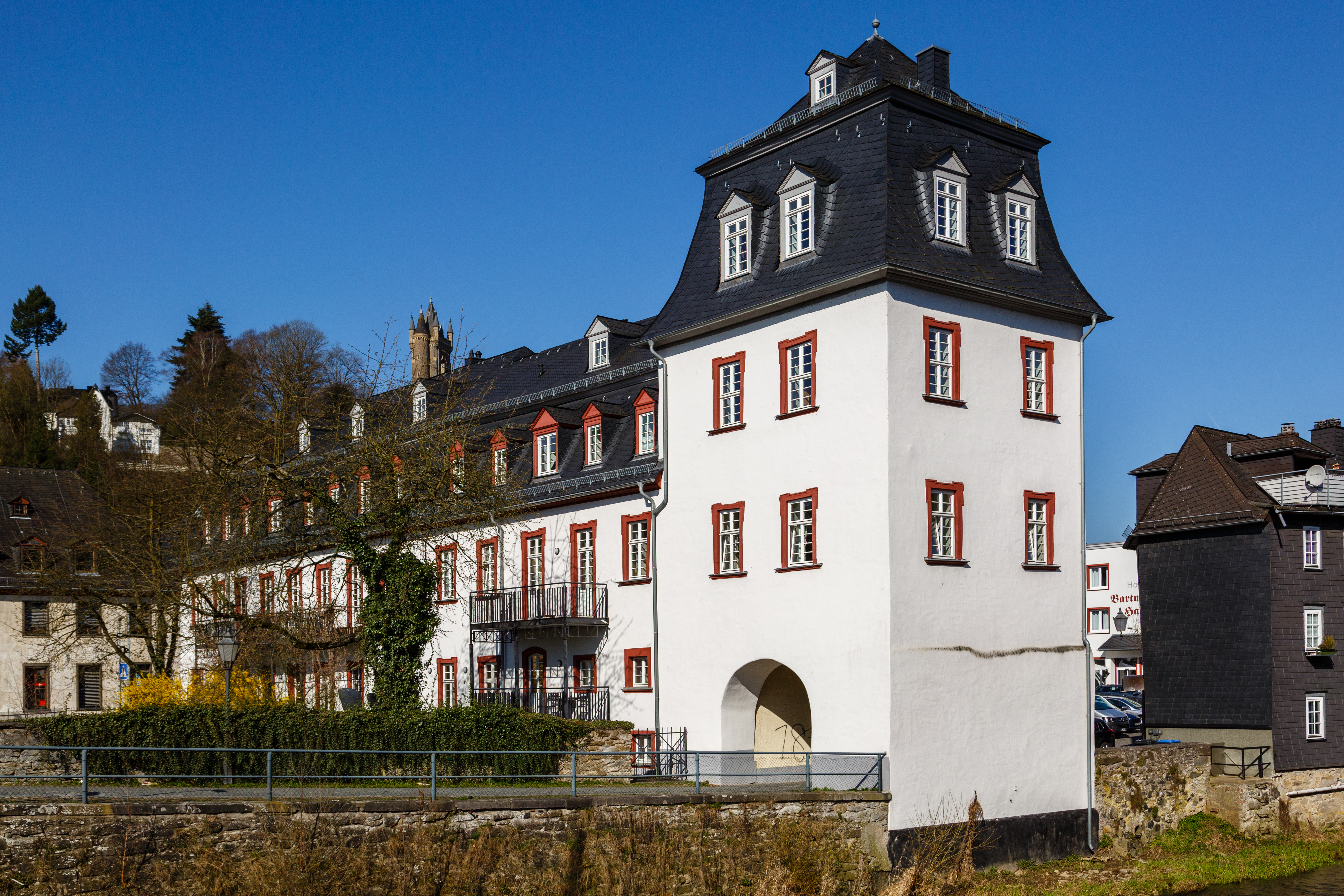
Untertor
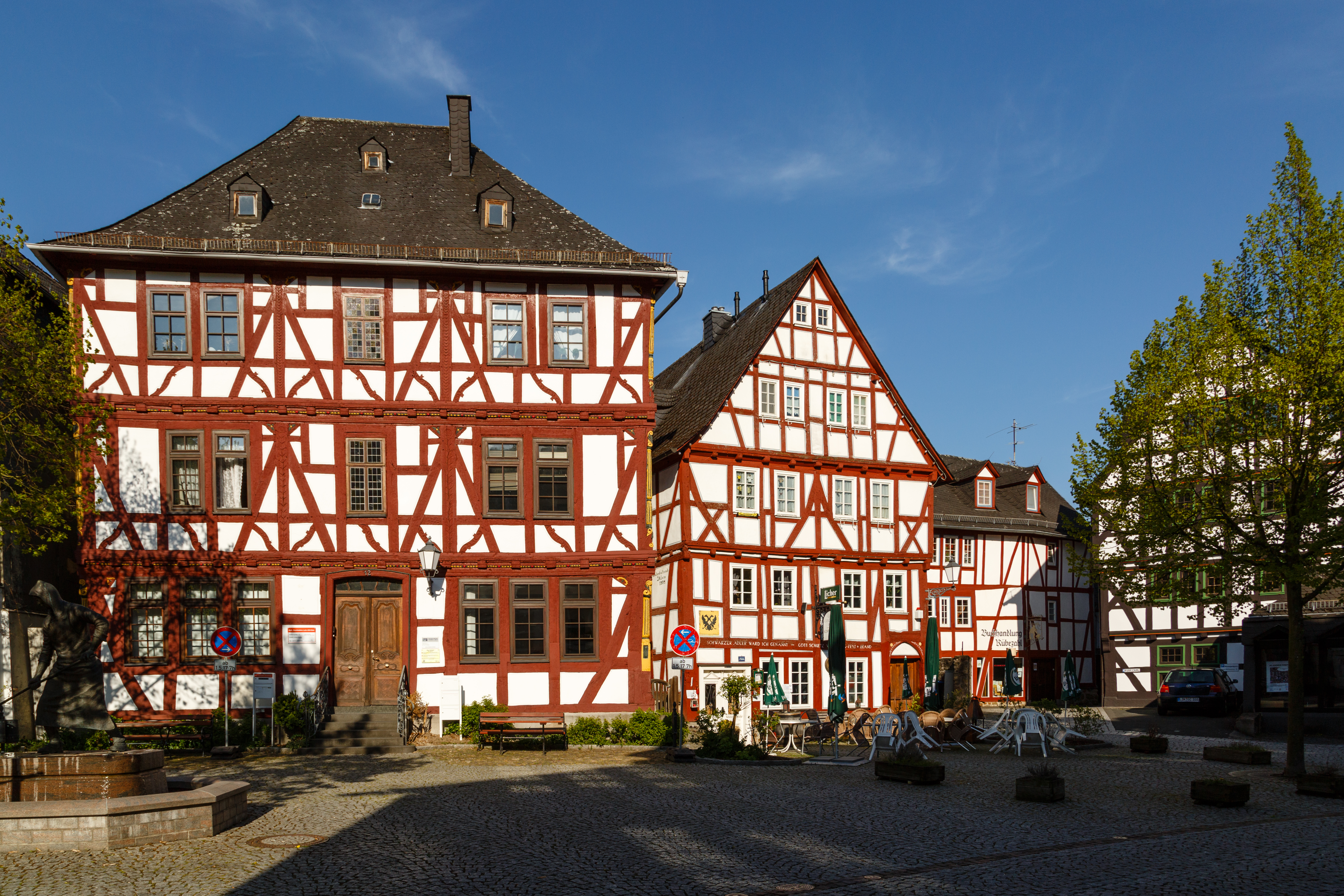
Hüttenplatz
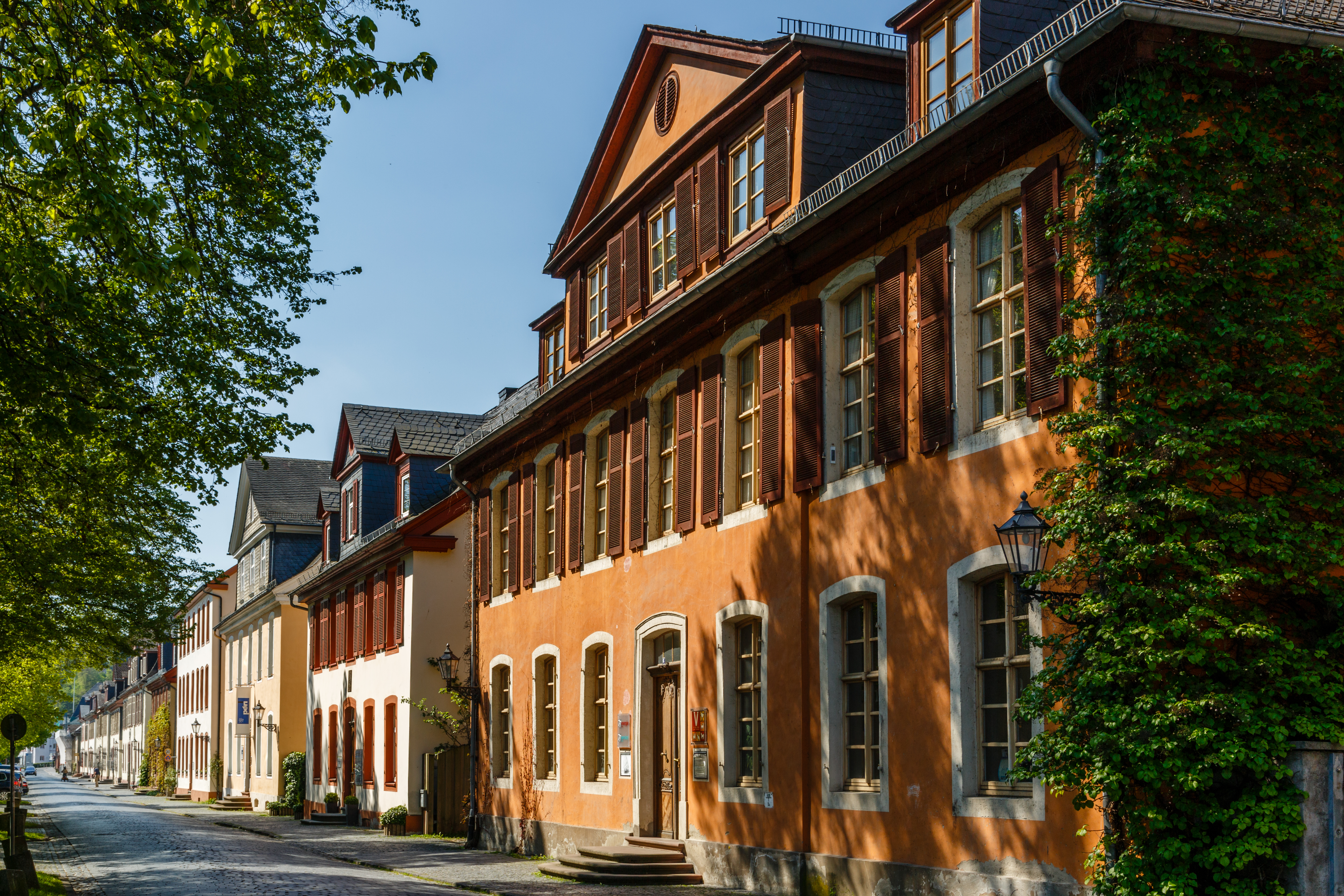
Wilhelmstraße

### Parks
In Dillenburg gibt es den historischen Hofgarten.

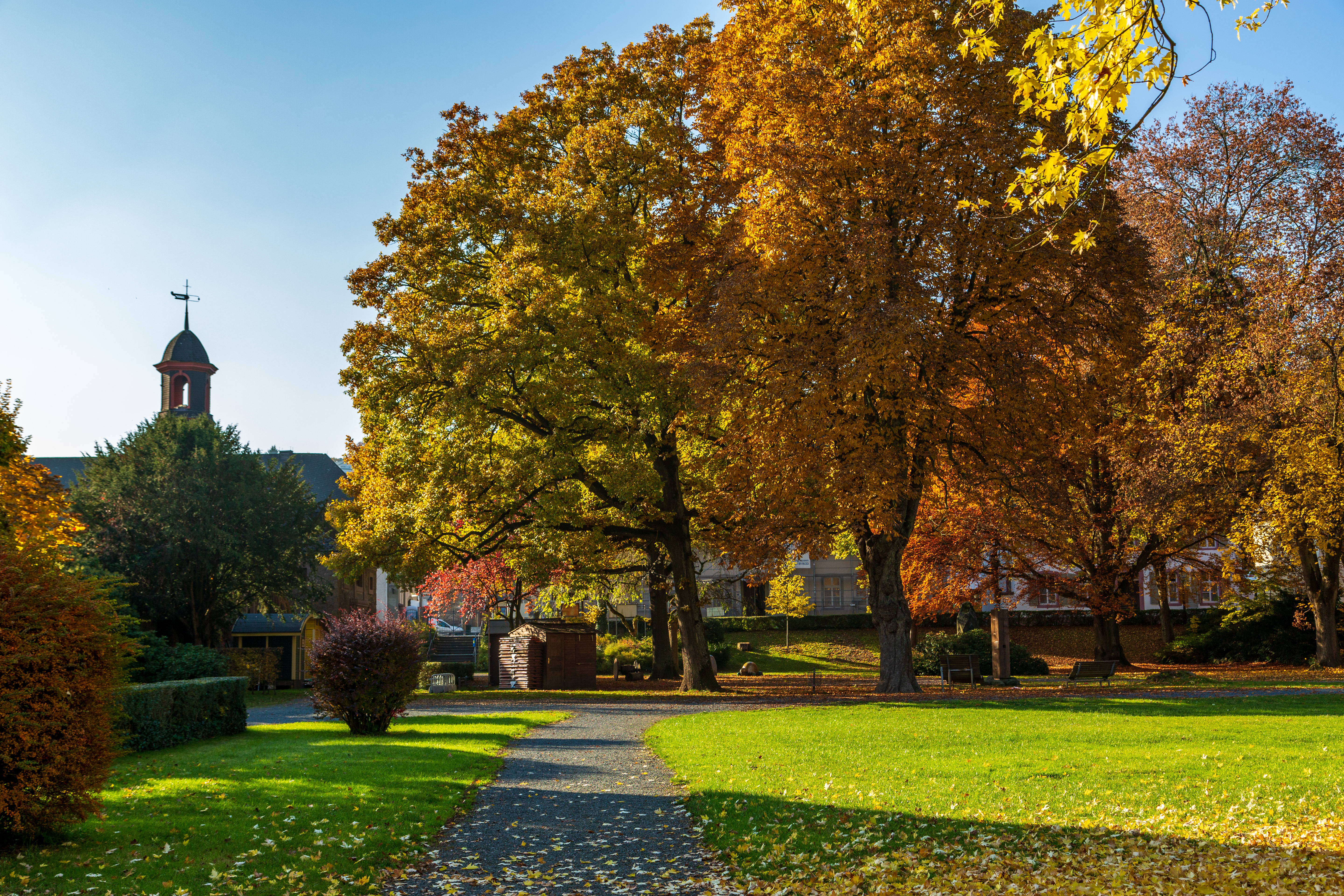
Hofgarten

### Zoologische Einrichtungen
Im Ortsteil Donsbach befindet sich der Wildpark Donsbach.

### Wander- und Radwege
Durch die Mittelgebirgslage ist Dillenburg ein Knotenpunkt von Wanderwegen, die durch die Stadt führen oder in ihr beginnen. Zu den Wegen gehören der Rothaarsteig von Dillenburg nach Brilon, der Schlösserweg von Dillenburg nach Düsseldorf-Benrath, der Uplandweg von Dillenburg nach Salzkotten, der Dillwanderweg von Haiger nach Wetzlar, der Dillwanderweg (links der Dill) von der Dill-Quelle bis nach Aßlar und der Lahn-Dill-Bergland-Pfad von Dillenburg nach Marburg. Um Dillenburg herum verläuft der etwa 25 Kilometer lange „Oranierpfad“. Die beiden „Lahn-Dill-Bergland-Extratouren“ Kuckucksweg und Eschenburgpfad starten in den Ortsteilen Eibach bzw. Nanzenbach.
Durch Dillenburg verläuft der Hessische Radfernweg R8 von Frankenberg (Eder) über Limburg an der Lahn nach Heppenheim. Der Dilltalradweg von Haiger bis Wetzlar führt durch Dillenburg.

### Ferienstraßen
Dillenburg liegt an mehreren Ferienstraßen. In der Altstadt beginnt der Abschnitt Lahntal – Rheingau der Deutschen Fachwerkstraße. Ebenfalls durch Dillenburg führt die 2400 Kilometer lange Oranier-Route, die Städte in den Niederlanden und neun deutsche Bundesländer durchquert, die mit dem Haus Oranien-Nassau verbunden sind.

### Geocaching
In Dillenburg liegen mehrere Geocaches, die weit über die Stadtgrenzen bekannt sind und Geocacher aus ganz Deutschland nach Dillenburg führen: „Das Opfer des Bahnarbeiters“ hat den „Lost-Place-Wettbewerb 2014“ gewonnen, ist „Cache des Monats 04/2014“, „Plastikdose des Monats 04/2015“ und unter bessercacher.de gelistet. Auch die Cache-Serie um den Enkel des Ferdinand Moritz Weber sind bundesweit bekannt und ebenso auf bessercacher.de gelistet wie viele Caches des Owners mr.checkmate. Die Ausgabe 05/2017 des Geocaching Magazins würdigt Dillenburg und das Umland mit einer Titelreportage – der Wilhelmsturm auf dem Titelbild.

### Regelmäßige Veranstaltungen

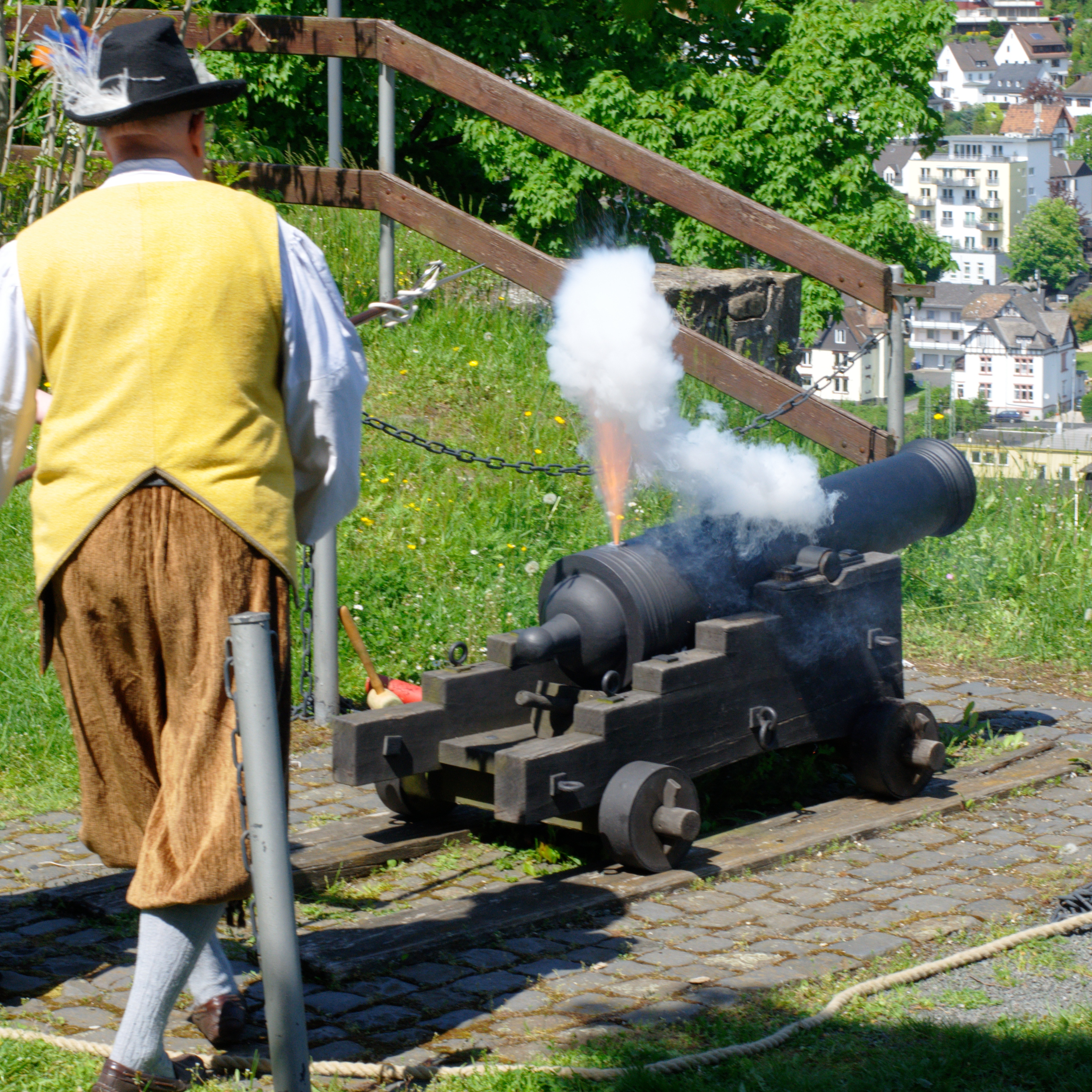
Schlossbergspektakel 2013: Ein Mann im Kostüm der Dillenburger Stadtwache von 1499 feuert eine Kanone ab.

Das Landgestüt Hessen veranstaltet jährlich diverse Pferdeschauen.
Seit dem Jahr 1975 gibt es jährlich die Dillenburger Bachwoche.
Seit 2001 findet im Juli die sogenannte „Aquarena-Nacht“, eine Freiluftfete in der Innenstadt mit Einkaufsnacht und Großfeuerwerk, statt. Weitere Veranstaltungen sind der Kirschenmarkt im Juni und der Hubertus-Markt im Oktober.
Seit dem Jahr 1978 fand im Juni das „Jazz-Weekend“ statt und zog zahlreiche Musikfreunde nach Dillenburg. Tausende Einheimische und Gäste bevölkerten die Innenstadt bzw. den Schlossberg. Mit dem 33. „Jazz-Weekend“ im Jahr 2010 endete diese traditionelle Veranstaltung.
Seit 2007 gibt es auf dem Schlossberg rund um den Wilhelmsturm das „mittelalterliche Schlossbergspektakel“. 30 Heerlager, 50 Händler, Ritter, Gaukler und Spielleute erfüllen jeweils am letzten Juniwochenende den Schlosspark mit Leben aus längst vergangener Zeit.

## Wirtschaft und Infrastruktur

### Flächennutzung
Für das Gemeindegebiet werden die folgenden Flächen in ha angegeben:
| Nutzungsart             | Nutzungsart             | 2011 | 2015 | ab 2016    | 2016 | 2020 |
| ----------------------- | ----------------------- | ---- | ---- | ---------- | ---- | ---- |
| Gesamtfläche            | Gesamtfläche            | 8389 | 8389 |            | 8376 | 8376 |
| Gebäude- und Freifläche | Gebäude- und Freifläche | 714  | 724  | Siedlung   | 884  | 888  |
| davon                   | Wohnen                  | 426  | 426  |            |      |      |
|                         | Gewerbe                 | 118  | 125  |            |      |      |
| Betriebsfläche          | Betriebsfläche          | 55   | 50   |            |      |      |
| davon                   | Abbauland               | 12   | 12   |            |      |      |
| Erholungsfläche         | Erholungsfläche         | 91   | 81   | Vegetation | 6879 | 6881 |
| davon                   | Grünanlage              | 17   | 18   |            |      |      |
| Verkehrsfläche          | Verkehrsfläche          | 557  | 554  | Verkehr    | 553  | 547  |
| Landwirtschaftsfläche   | Landwirtschaftsfläche   | 2435 | 2425 |            |      |      |
| davon                   | Moor                    | 0    | 0    |            |      |      |
|                         | Heide                   | 0    | 0    |            |      |      |
| Waldfläche              | Waldfläche              | 444  | 445  |            |      |      |
| Wasserfläche            | Wasserfläche            | 60   | 61   | Gewässer   | 61   | 60   |
| Sonstige Nutzung        | Sonstige Nutzung        | 33   | 33   |            |      |      |

### Verkehr
Durch das Dilltal verlaufen mehrere wichtige Verkehrswege. Dillenburg ist an die Bundesautobahn 45, die sogenannte „Sauerlandlinie“, angeschlossen, über die das Rhein-Main-Gebiet und das Ruhrgebiet zu erreichen sind. Da die Autobahn oberhalb des Dilltals verläuft, sind im Raum Dillenburg die Talbrücke Sechshelden, die Marbachtalbrücke und die Lützelbachtalbrücke errichtet worden.
Weiterhin verlaufen durch Dillenburg die Bundesstraßen 253 und 277. Die B 253 führt über Biedenkopf, Frankenberg und Fritzlar nach Melsungen. Die B 277 beginnt in der Nachbarstadt Haiger und führt über Herborn bis Wetzlar. Sie ist zwischen Sechshelden und Dillenburg sowie zwischen Dillenburg und Sinn autobahnähnlich ausgebaut. Die hohe Verkehrsbelastung der Dillenburger Innenstadt durch die B 277 führte zum Bau der Ortsumgehung mit dem Schlossbergtunnel, welcher nunmehr die beiden ausgebauten Abschnitte der B 277 miteinander verbindet.
Die Dillstrecke als Teilstück der Köln-Gießener Eisenbahn über Wetzlar und Siegen verbindet Mittelhessen mit dem Rheinland und dem Ruhrgebiet. Sie wird ab Siegen als Siegstrecke nach Köln oder Ruhr-Sieg-Strecke nach Hagen fortgesetzt.
Der Bahnhof Dillenburg war durch den Eisenbergbau im Schelderwald einst ein bedeutender Güterbahnhof.
Die nächsten internationalen Flughäfen sind Frankfurt am Main in 107 Kilometern und Köln/Bonn in 121 Kilometern Entfernung. Der Verkehrsflughafen Siegerland ist 22 Kilometer entfernt.

### Ansässige Unternehmen
In Dillenburg haben die Cohline GmbH, die Isabellenhütte Heusler GmbH & Co. KG, Weber Kunststofftechnik, Linde + Wiemann, Ströher-Keramik, Wendel Email und die Stahlo Stahlhandels GmbH & Co. KG, ein Unternehmen der Friedhelm Loh Group, ihren Firmensitz. Des Weiteren sind Outokumpu Nirosta im nördlichen Industriegebiet zwischen der Kernstadt und dem Ortsteil Frohnhausen und EAM Energienetz-Mitte mit einem Standort im Ortsteil Oberscheld ansässig.
Die Deutsche Telekom unterhält ein Rechenzentrum im Bereich des Siedlungsgebietes Galgenberg-Löhren.

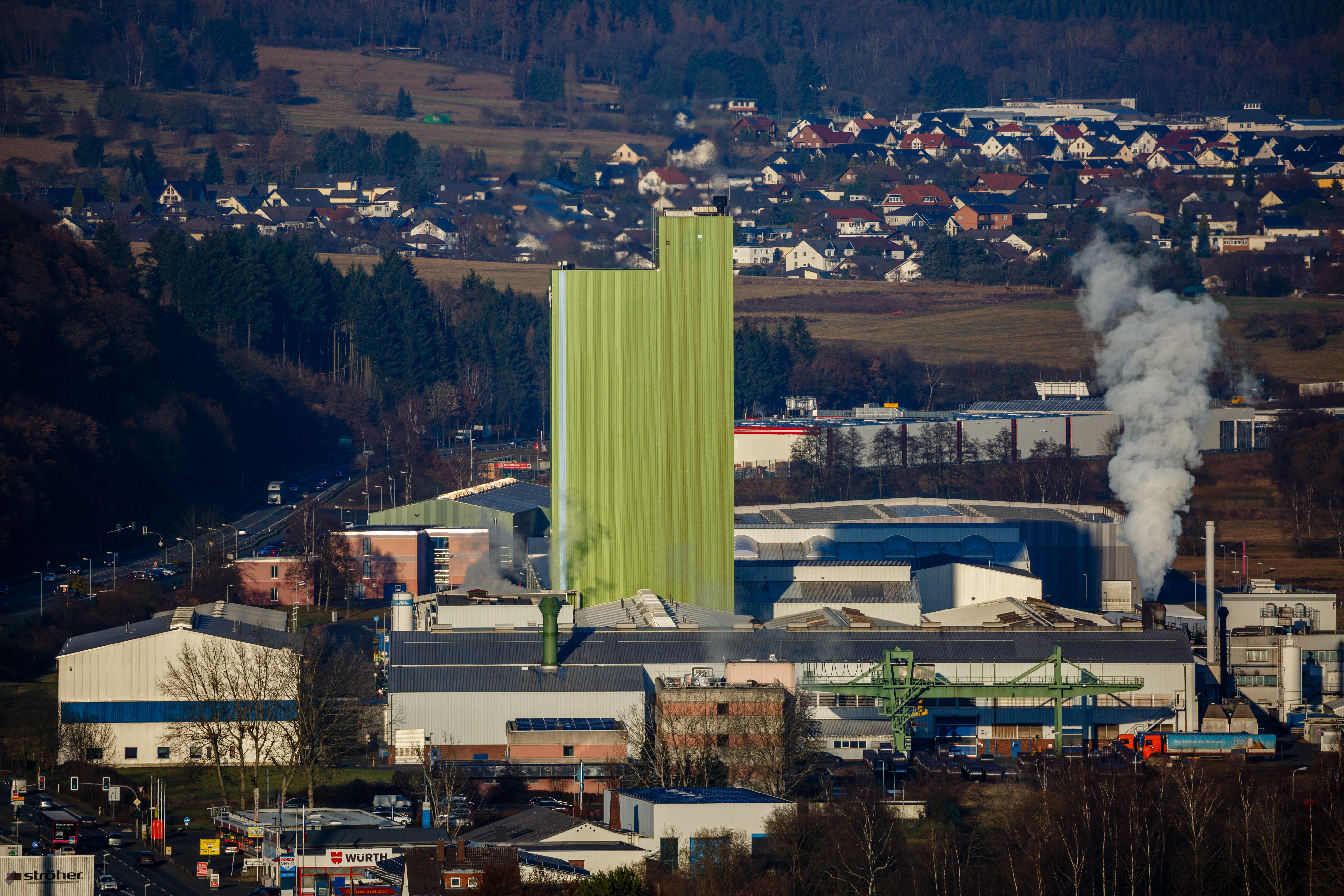
Outokumpu Nirosta
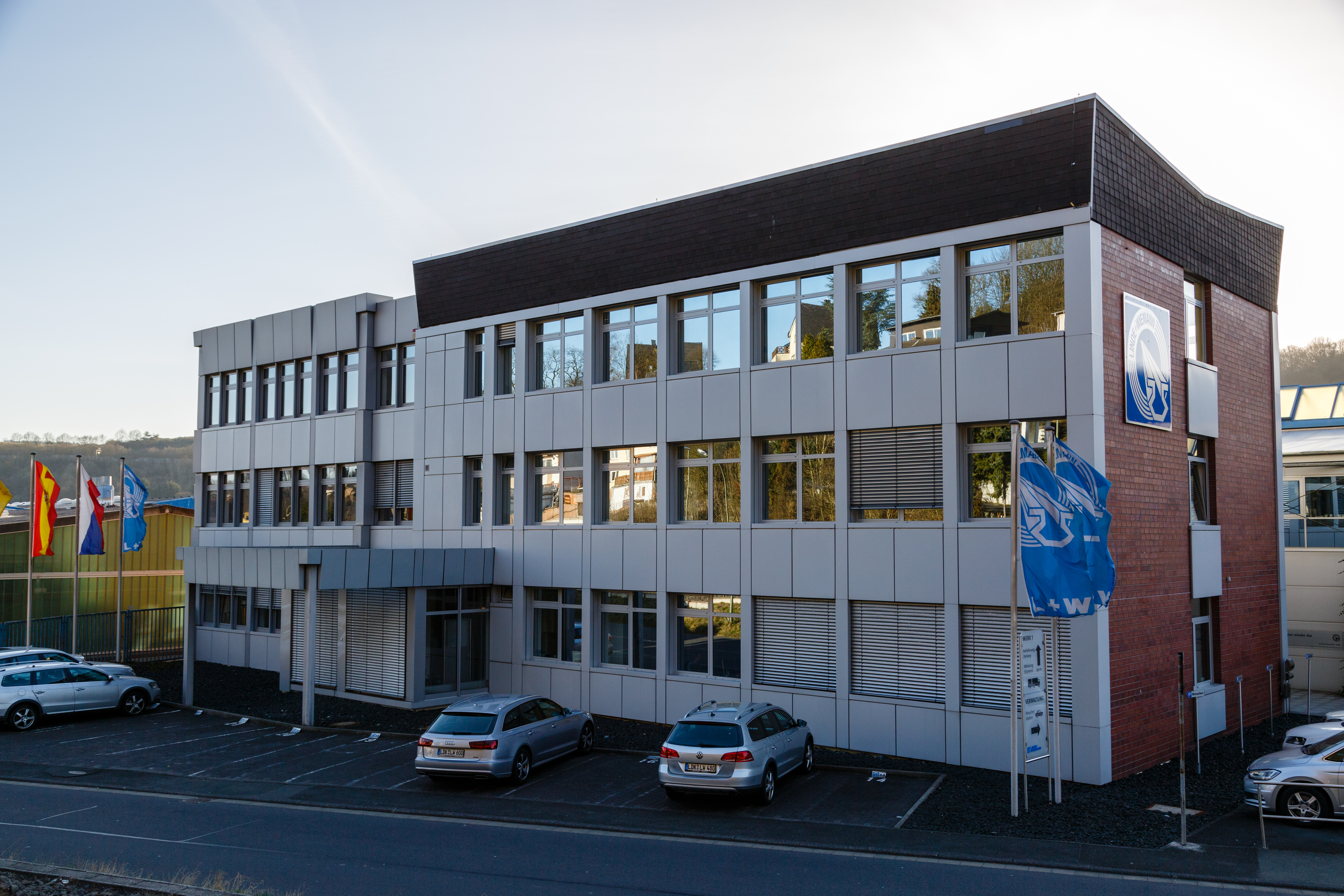
Linde + Wiemann
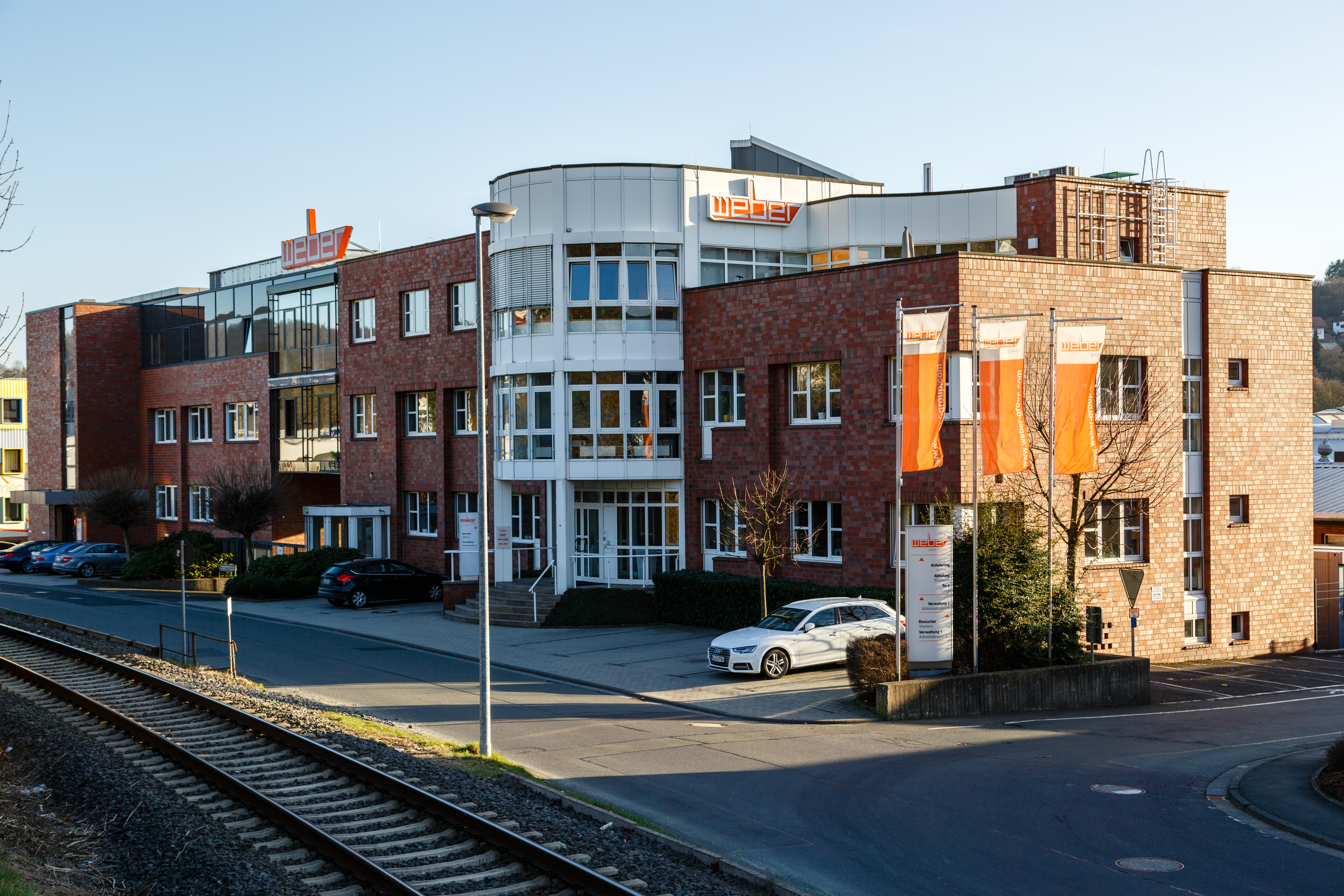
Weber Kunststofftechnik
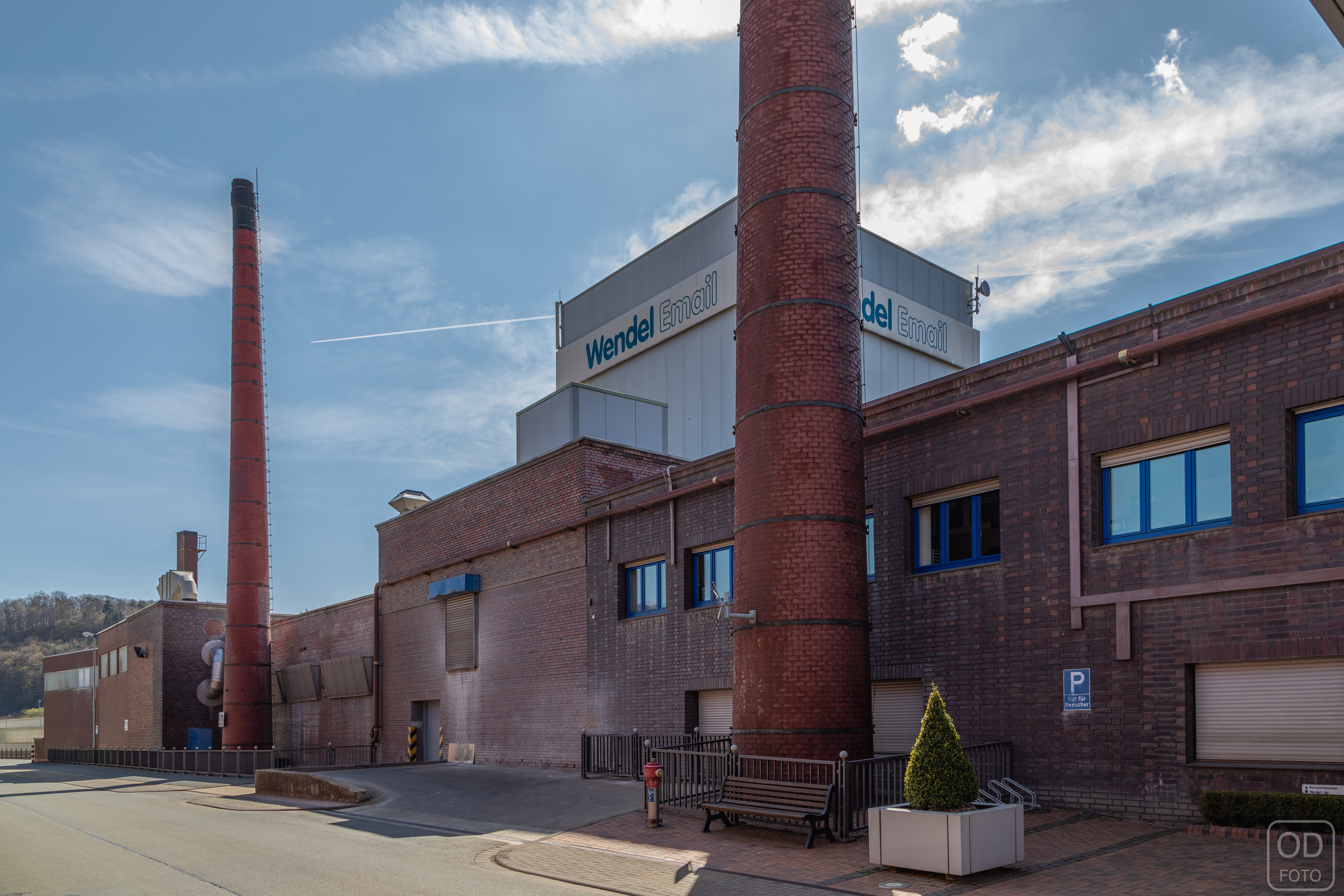
Wendel
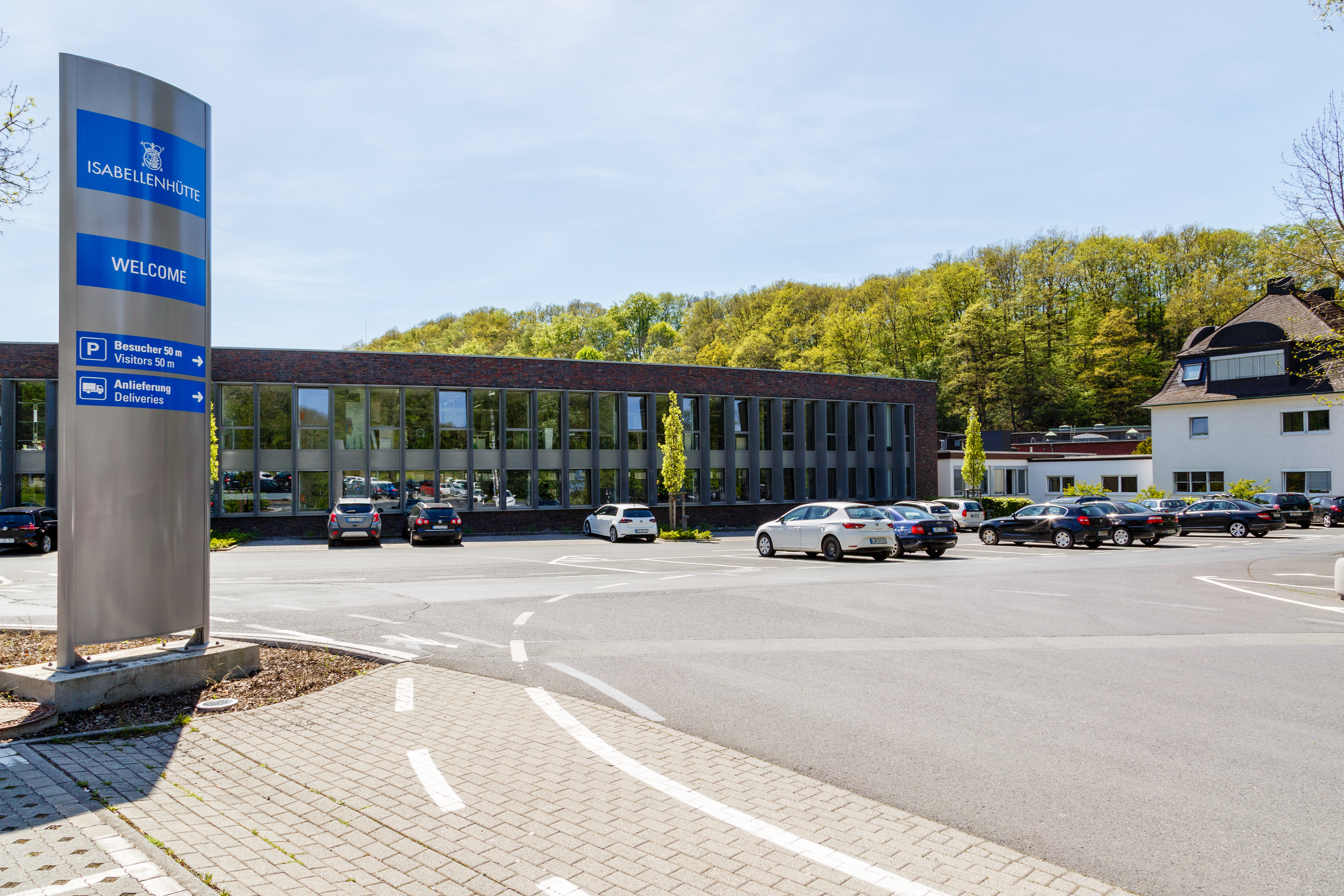
Isabellenhütte Heusler
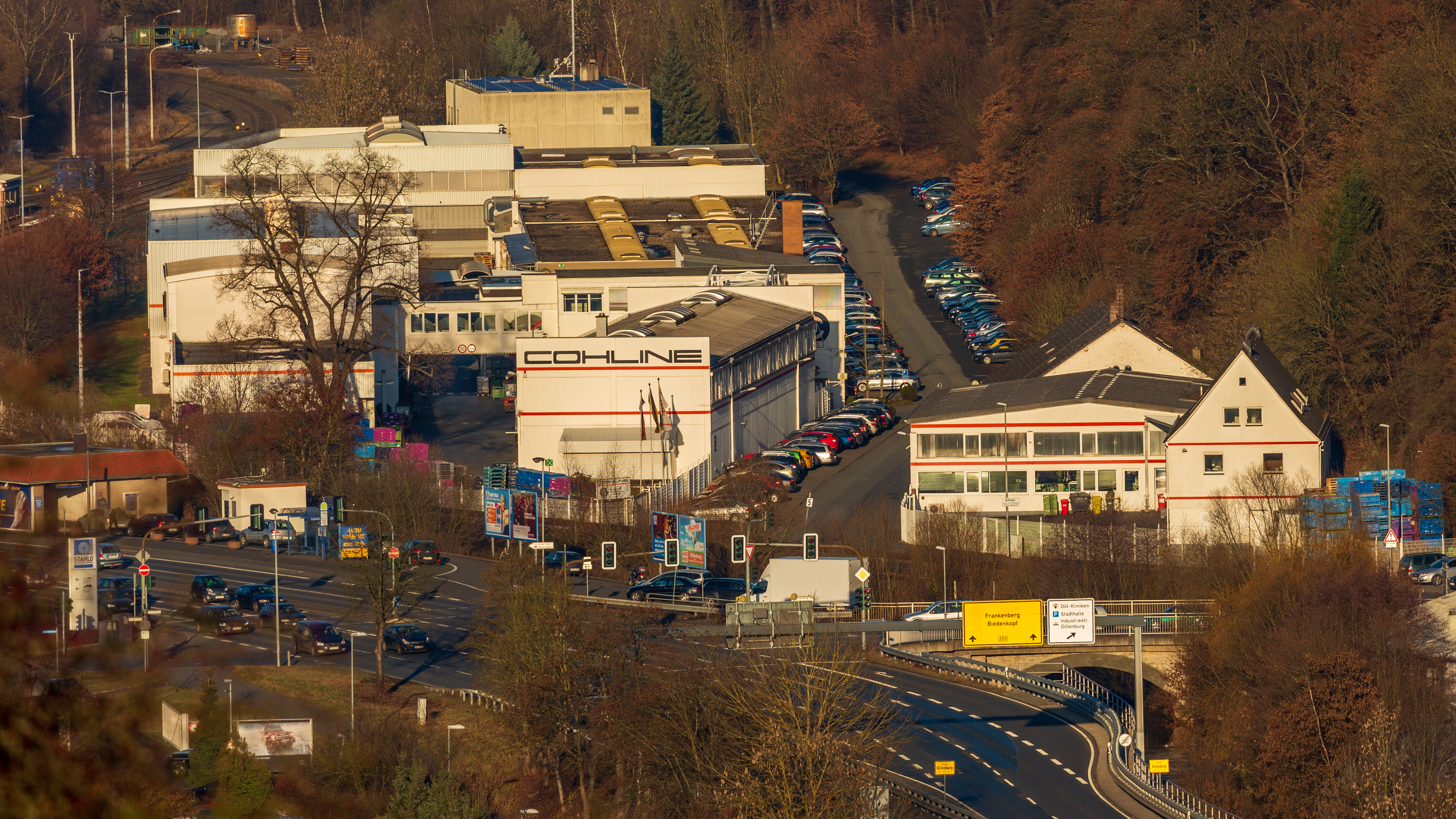
Cohline
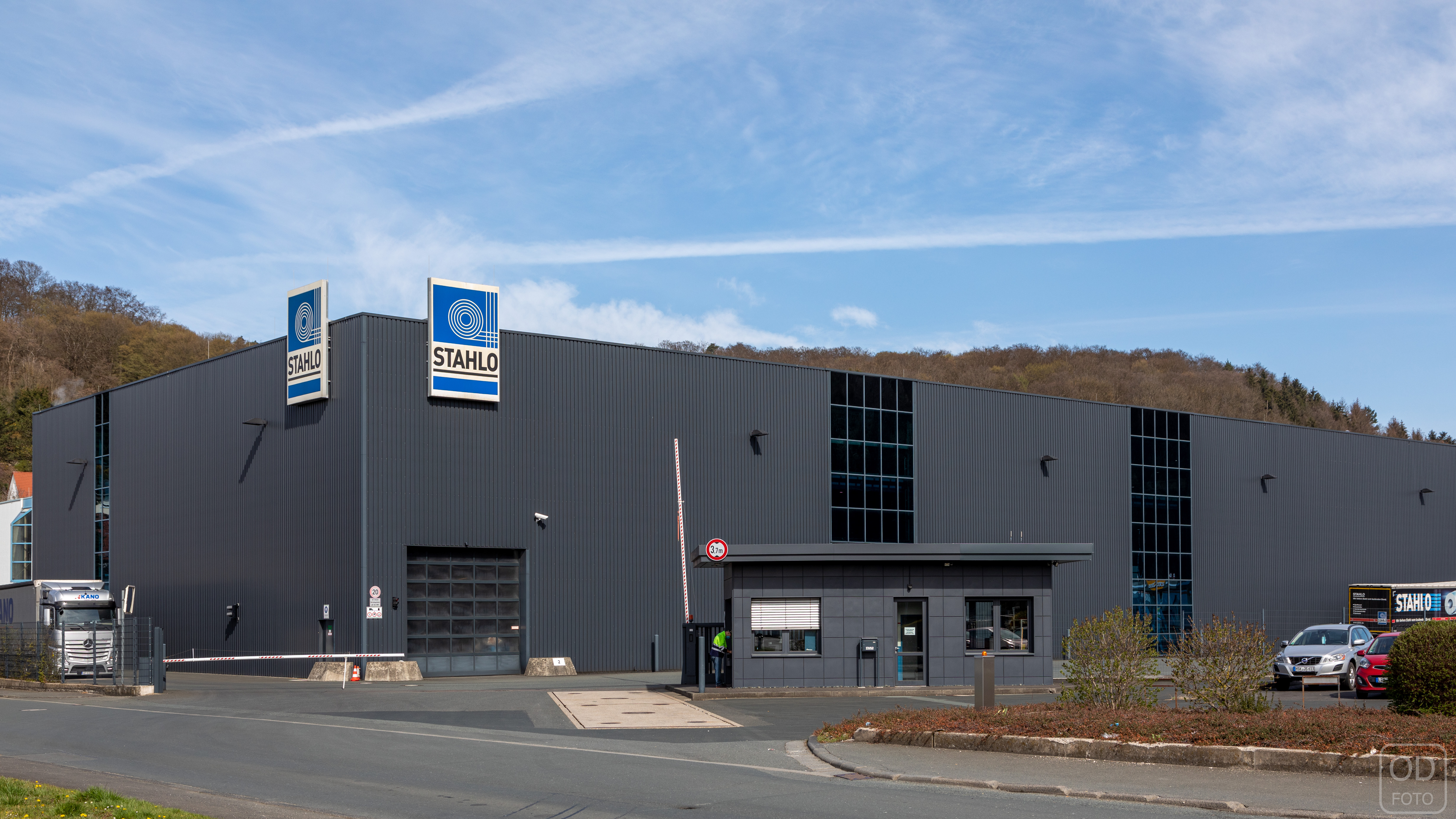
Stahlo
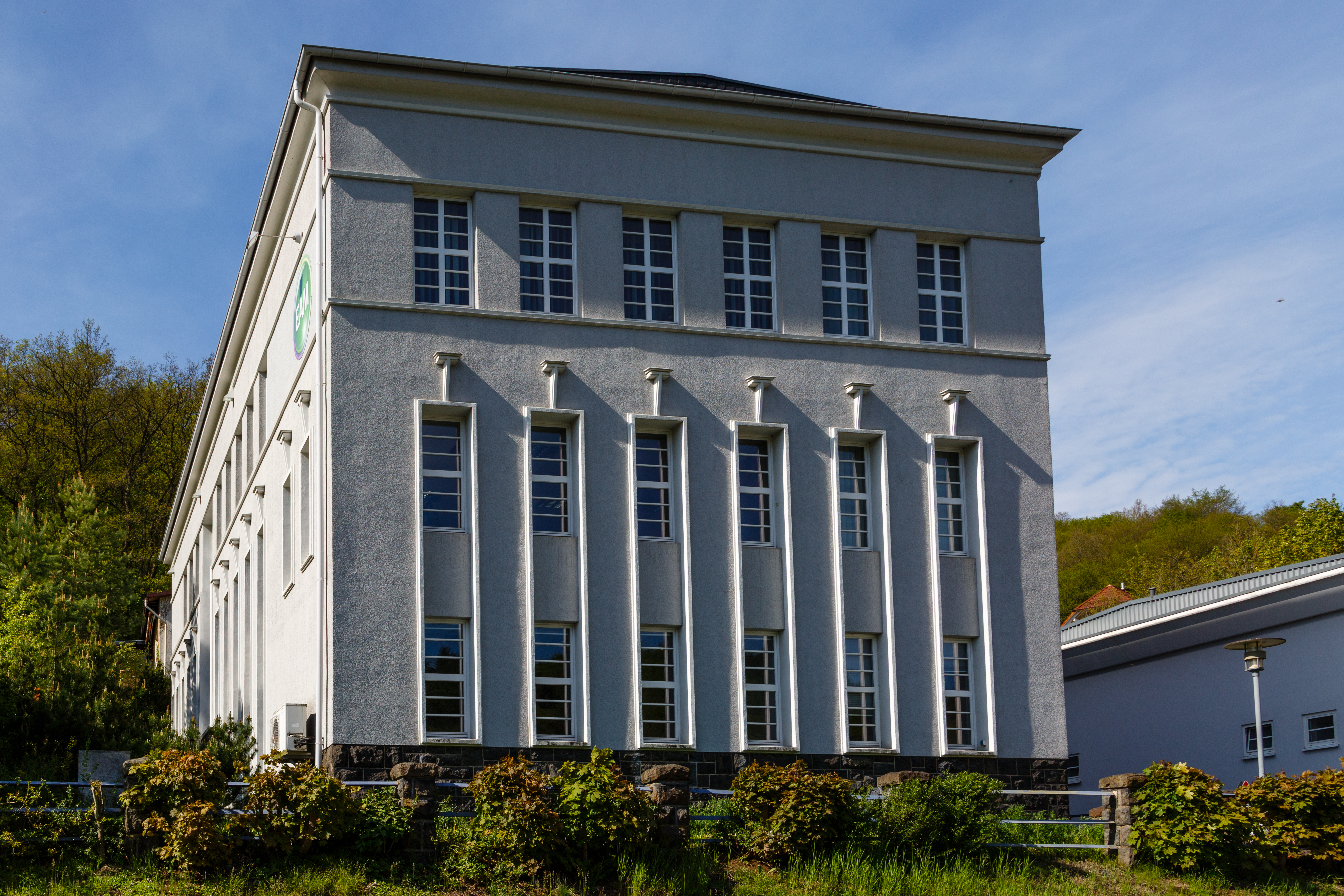
EAM in Oberscheld

### Medien
- Die Dill-Post der Zeitungsgruppe Lahn-Dill ist seit dem 1. Januar 2020 in die DILL-Zeitung integriert.
- Die Dill-Zeitung gehört seit dem 1. Juli 2016 ebenfalls zur Zeitungsgruppe Lahn-Dill.

### Öffentliche Einrichtungen
- Amtsgericht Dillenburg
- Polizeistation
- Freiwillige Feuerwehr
- Dill-Kliniken (Krankenhaus)
- Diakonisches Werk
- DRK Kreisverband Dillkreis
- Jugendamt des Lahn-Dill-Kreises
- Lebenshilfe Dillenburg e. V.
- Sozialamt des Lahn-Dill-Kreises
- Hessen Mobil Standort Dillenburg (Amtsbezirk: Lahn-Dill-Kreis und Kreis Limburg-Weilburg)
- Technisches Hilfswerk

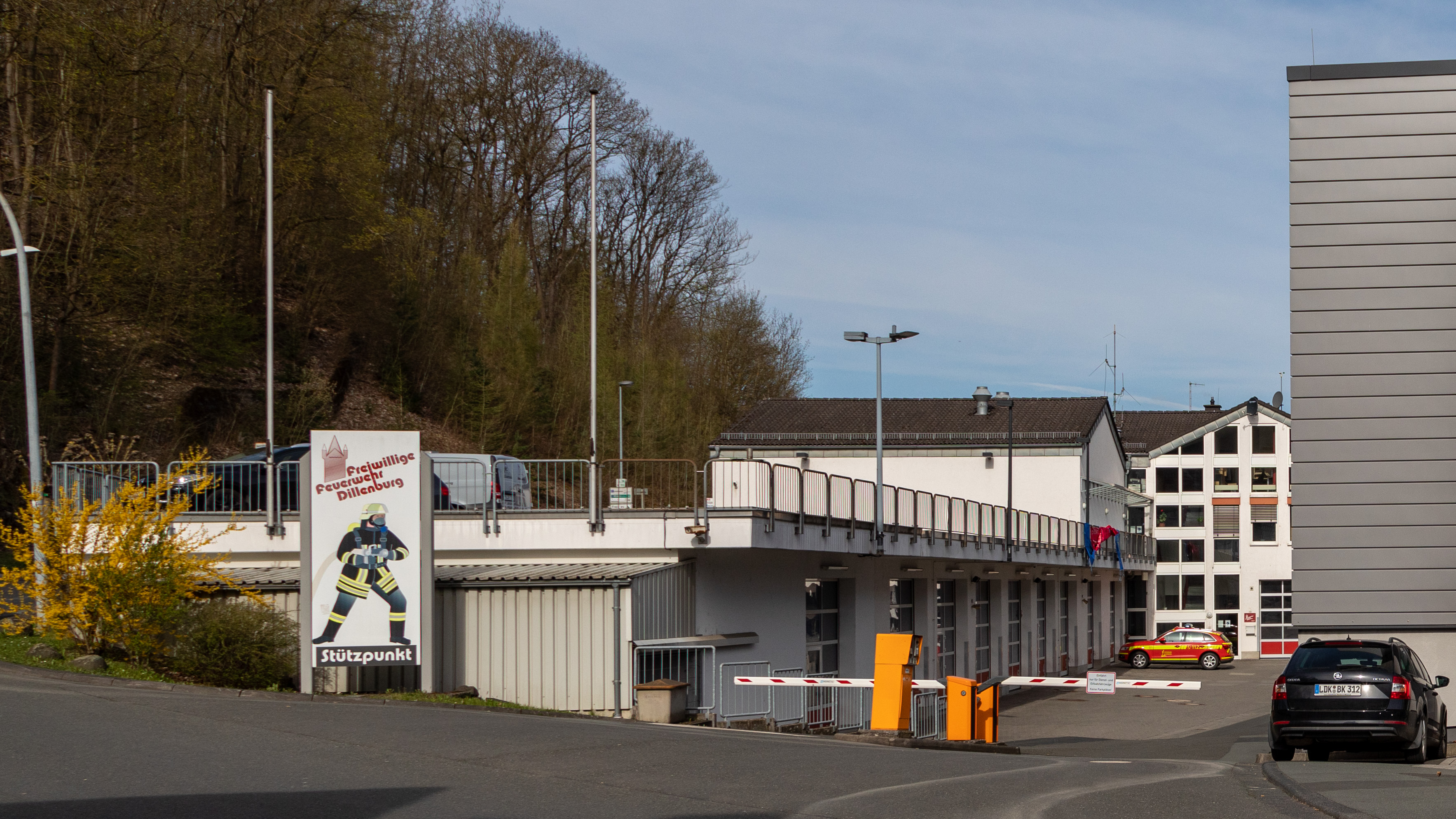
Freiwillige Feuerwehr
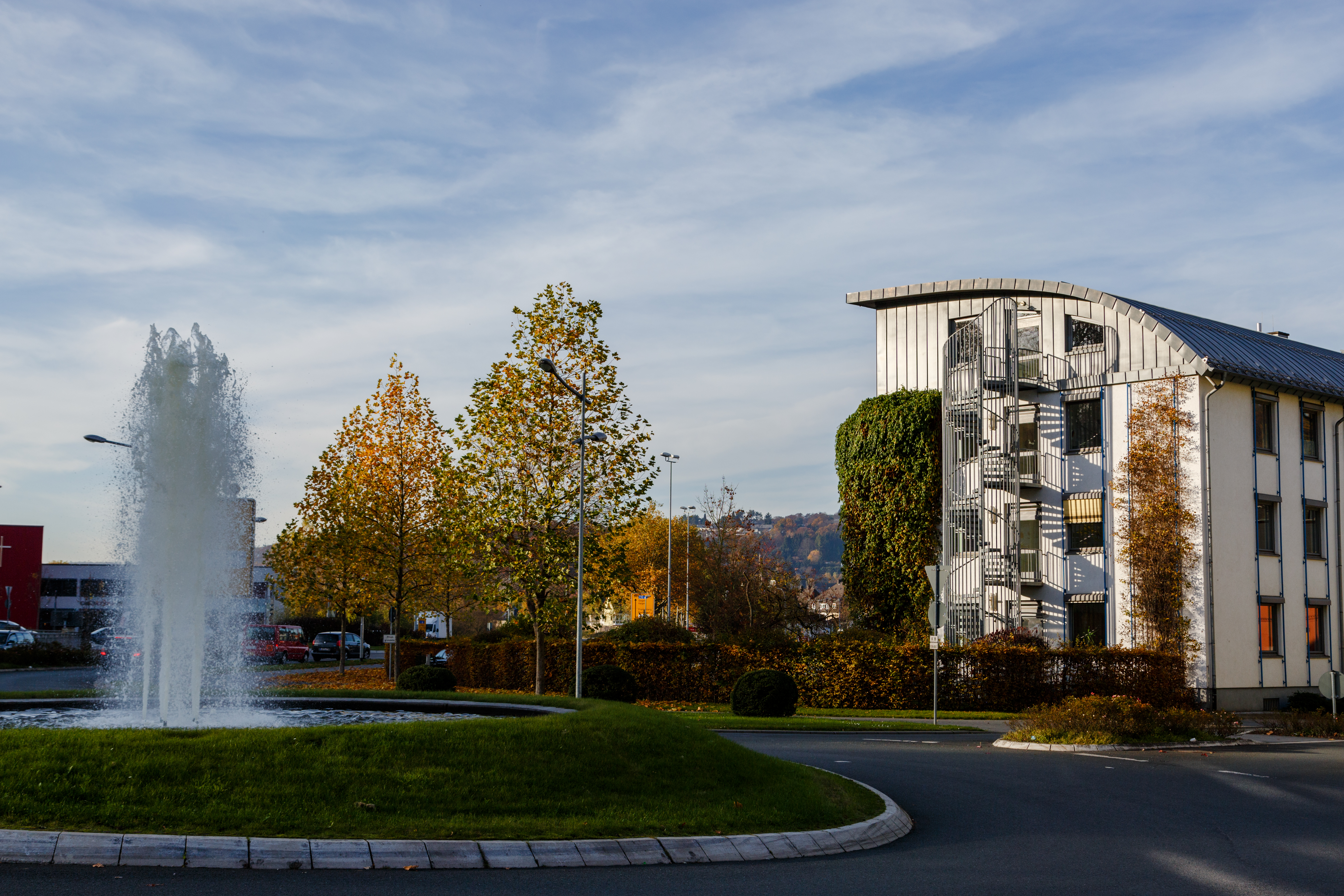
Hessen Mobil – Standort Dillenburg
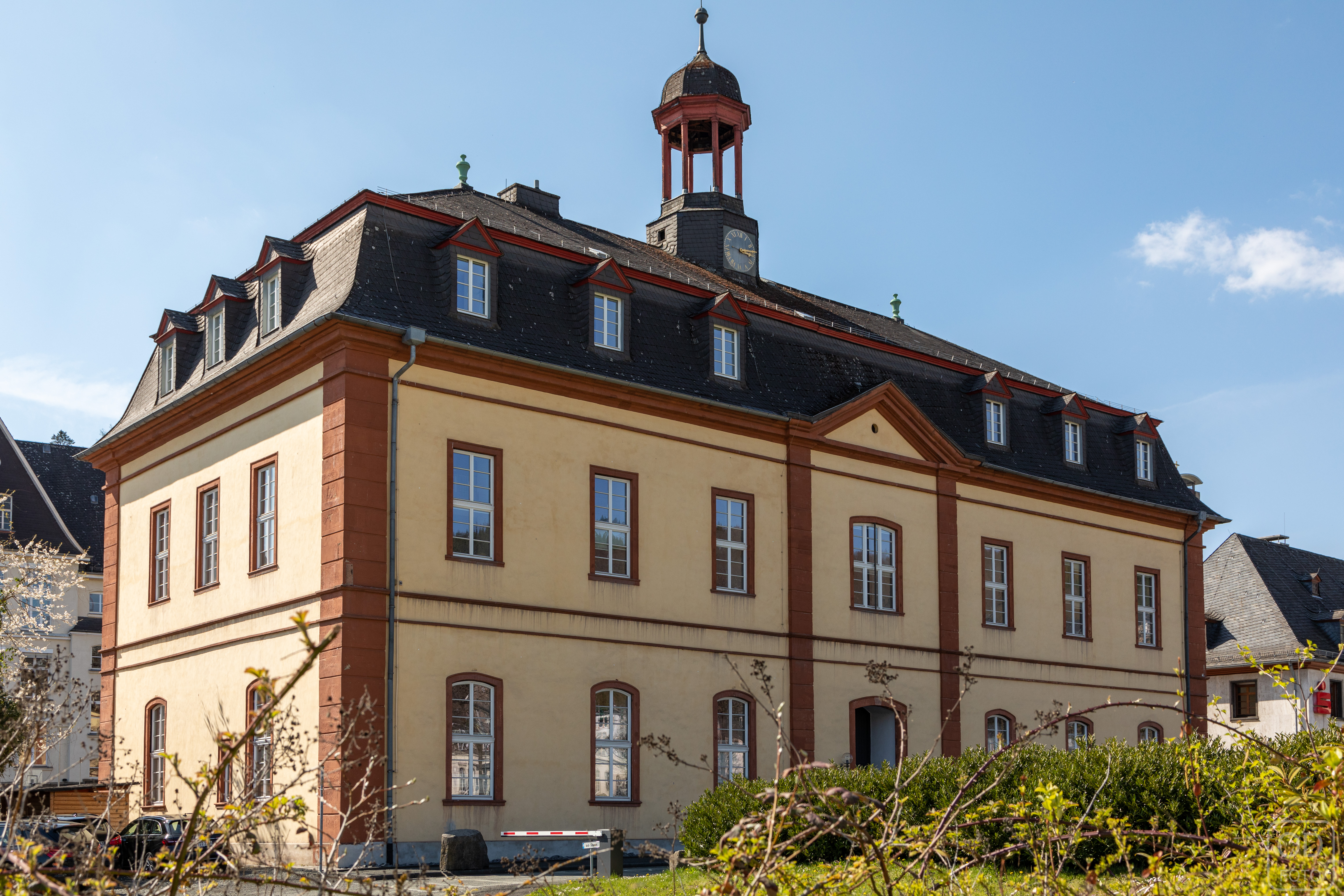
Jugendamt des Lahn-Dill-Kreises
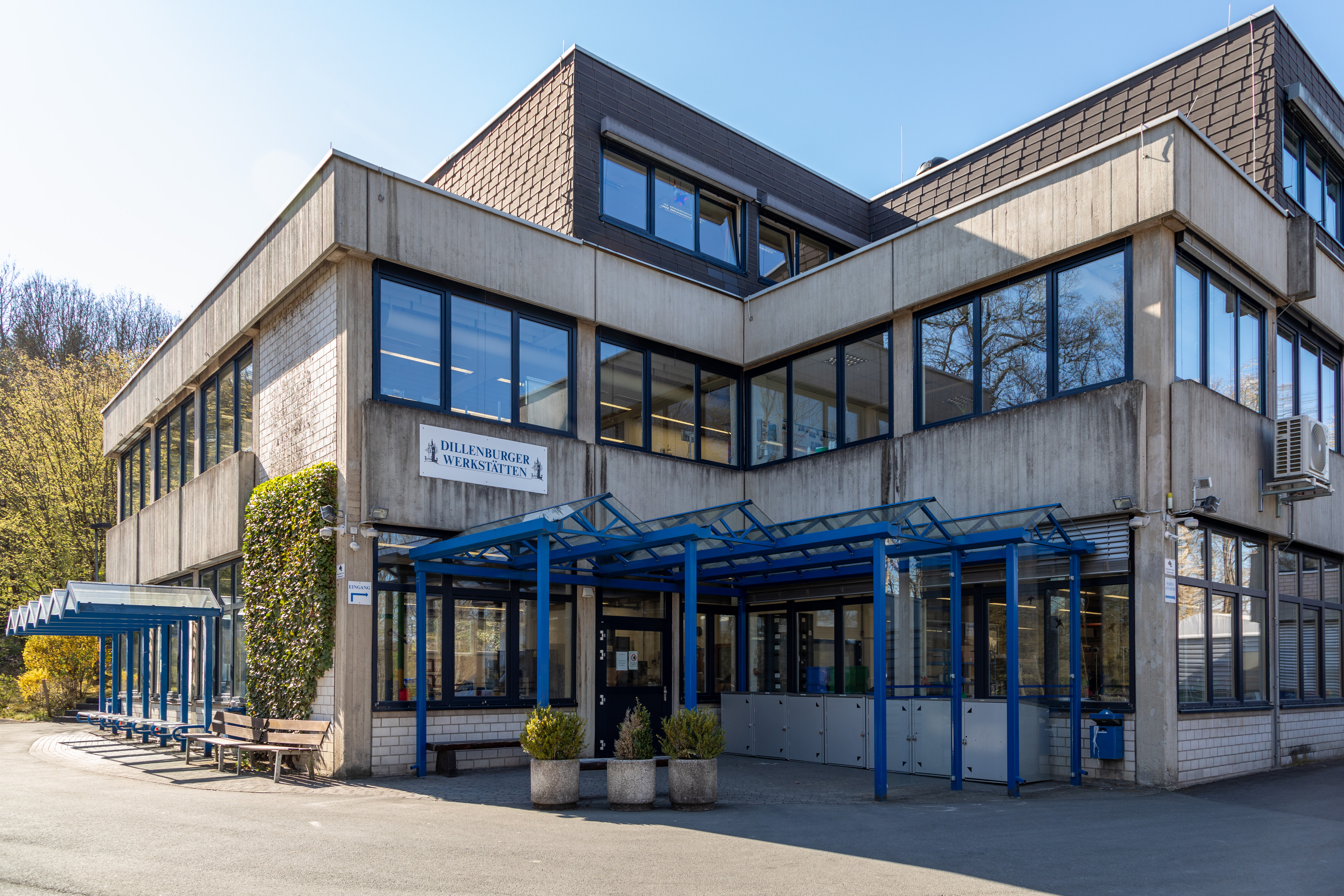
Lebenshilfe Dillenburg
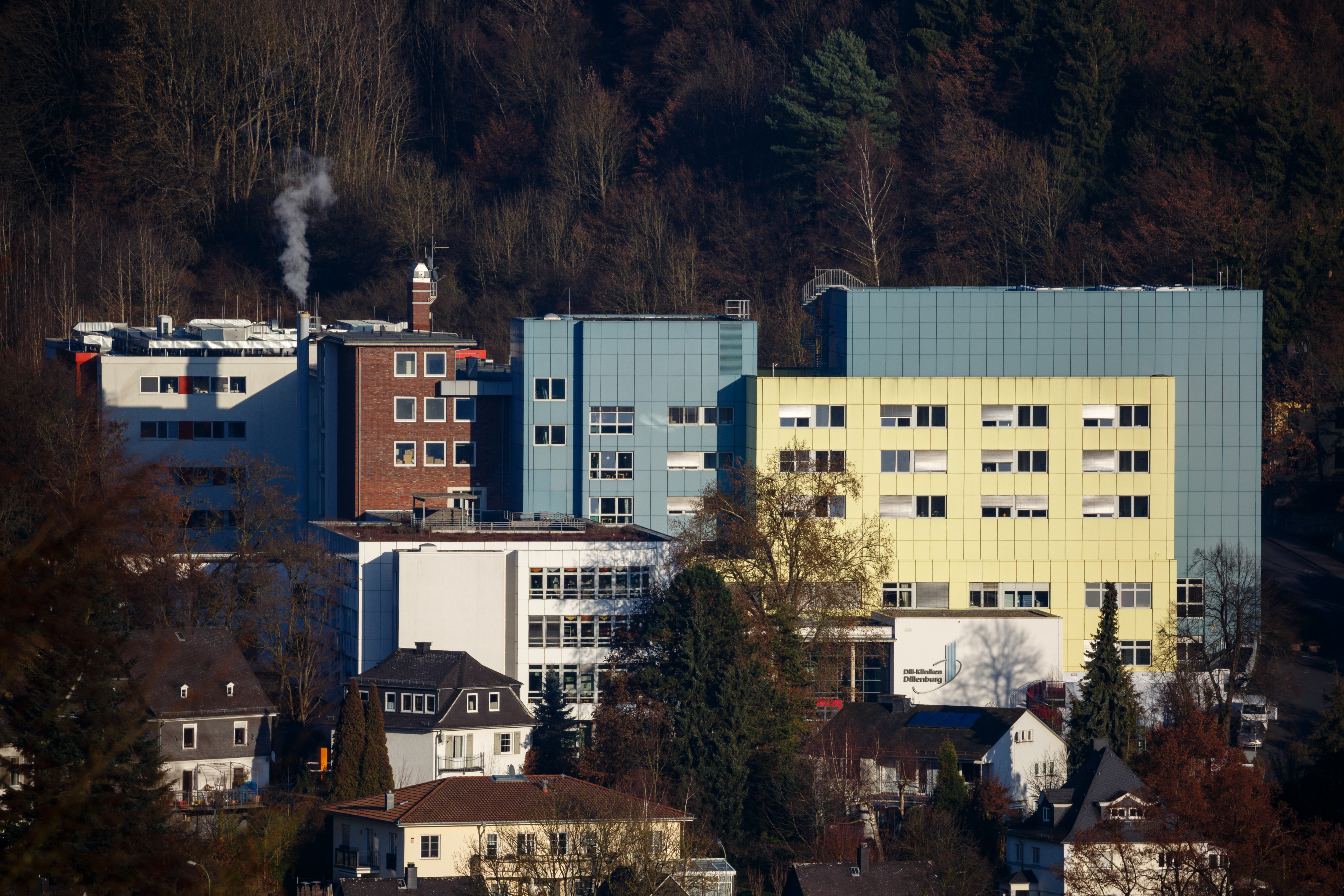
Dill-Kliniken
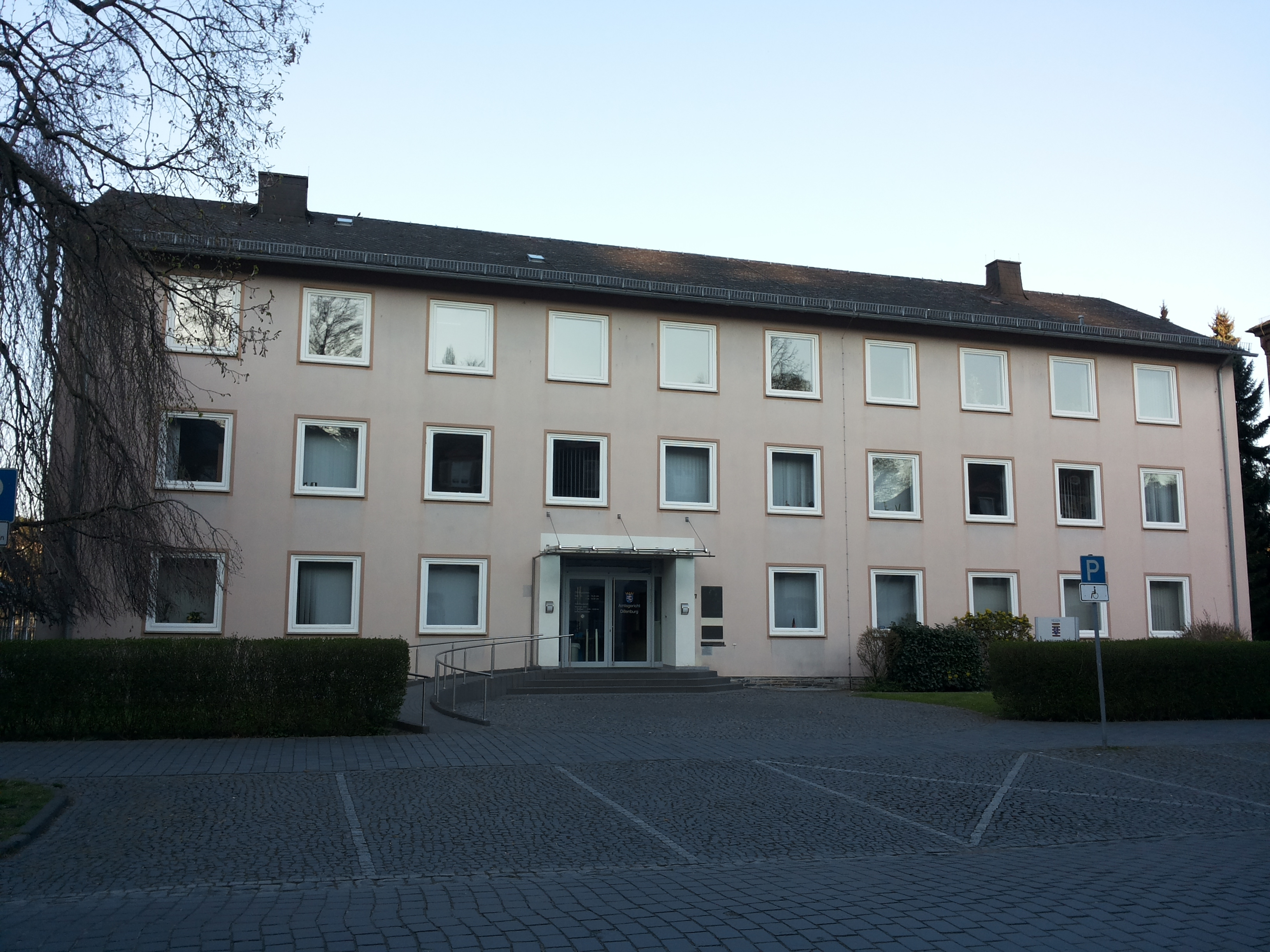
Amtsgericht
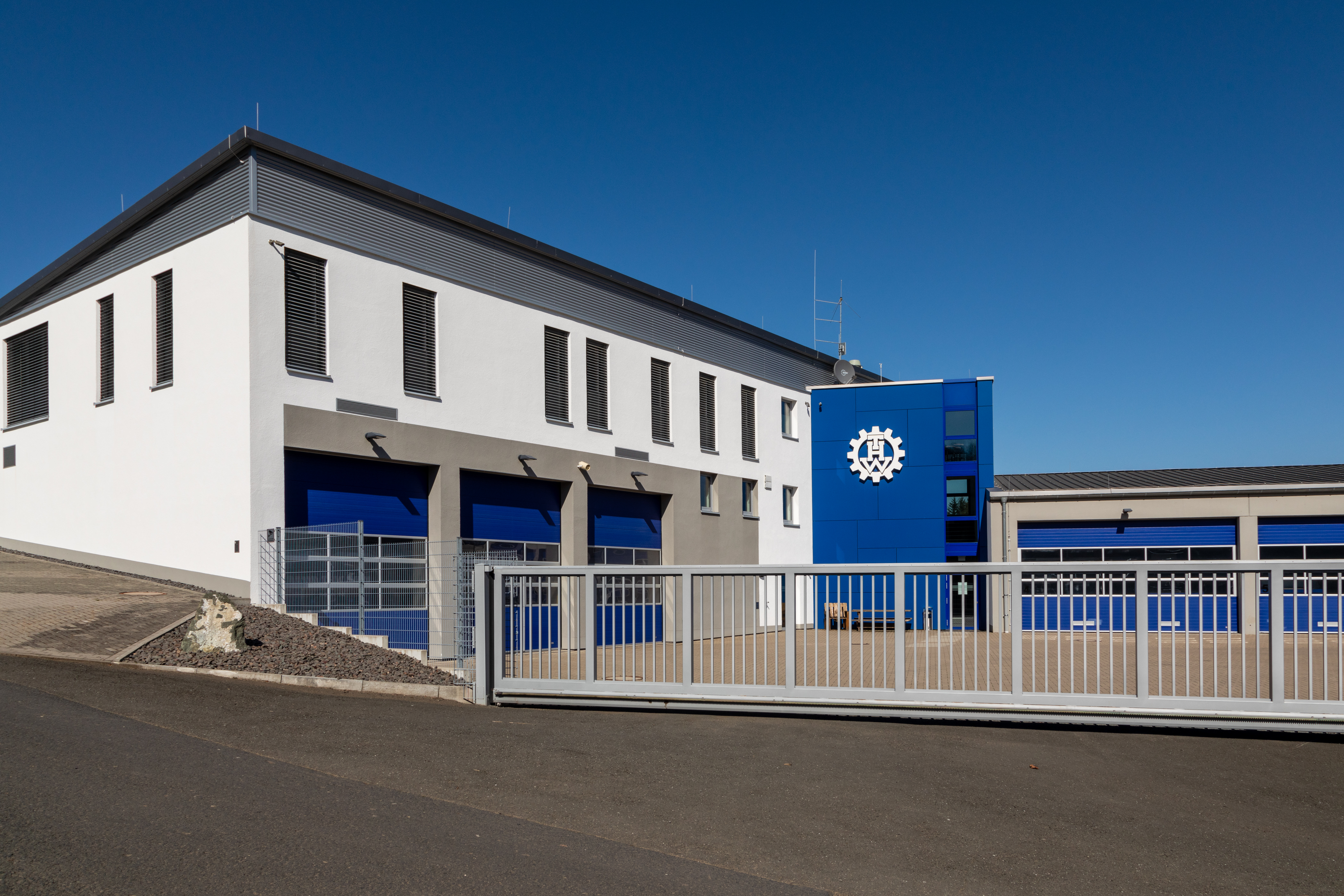
THW Dillenburg
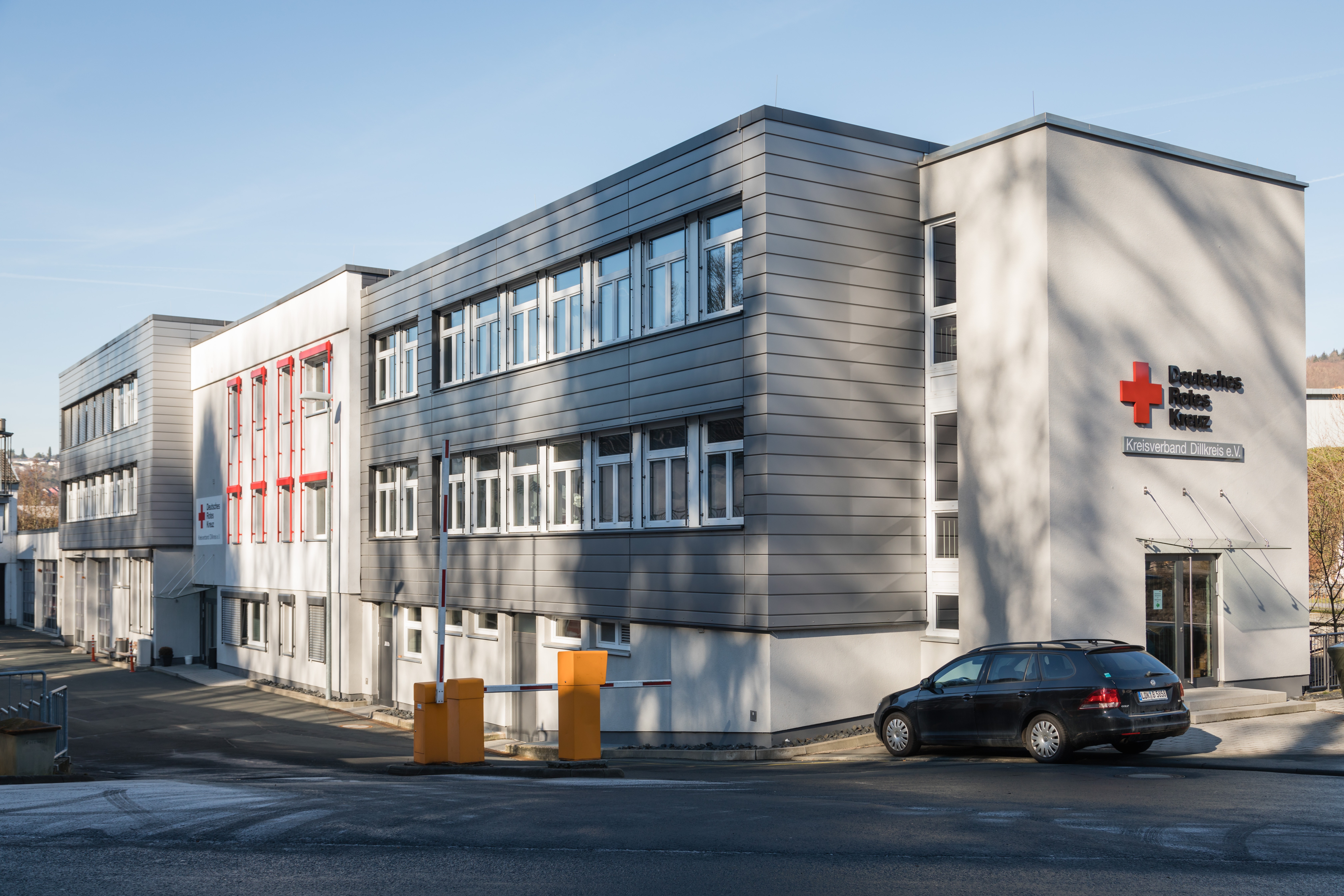
DRK Kreisverband Dillkreis e. V.

### Bildung
Die folgenden Schulen gibt es in Dillenburg:
- Juliane-von-Stolberg-Schule (Grundschule)
- Johann-von-Nassau-Schule (Haupt- und Realschule)
- Wilhelm-von-Oranien-Schule (Gymnasium)
- Gewerbliche Schulen (Berufsschule)
- Fachschule für Wirtschaft (Berufsschule mit möglicher Fachhochschulreife)
- Otfried-Preußler-Schule für Praktisch Bildbare (Sonderschule)
- Goldbachschule (Haupt- und Realschule)
- Schule am Brunnen (Grundschule)[48]
- Schelderwald-Schule (Grundschule)
- Rotebergschule (Grundschule)
- Lahn-Dill-Akademie (Volkshochschule)
- Vier Kindergärten (evangelisch, katholisch, städtisch, Arbeiterwohlfahrt)

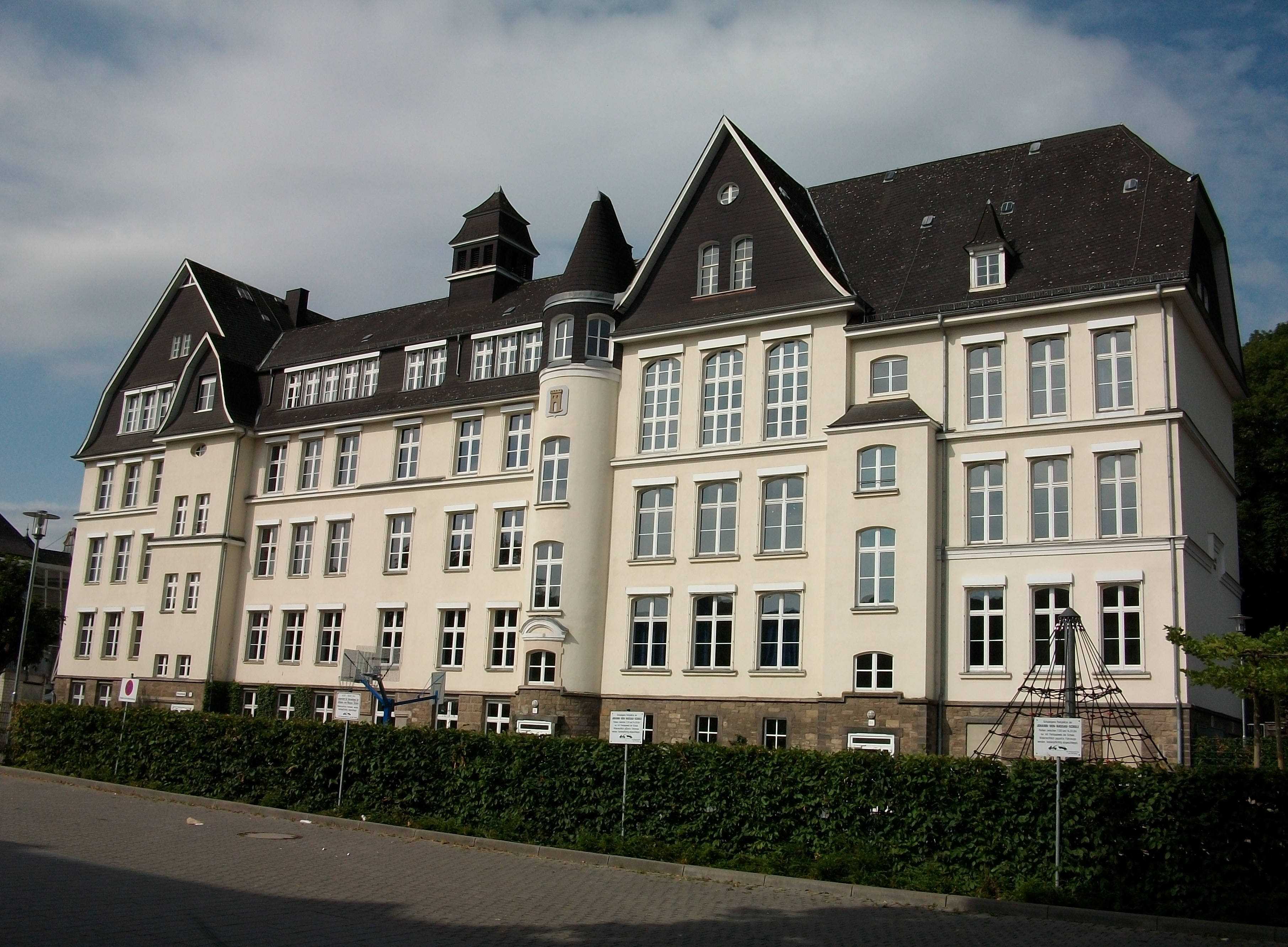
Johann-von-Nassau-Schule
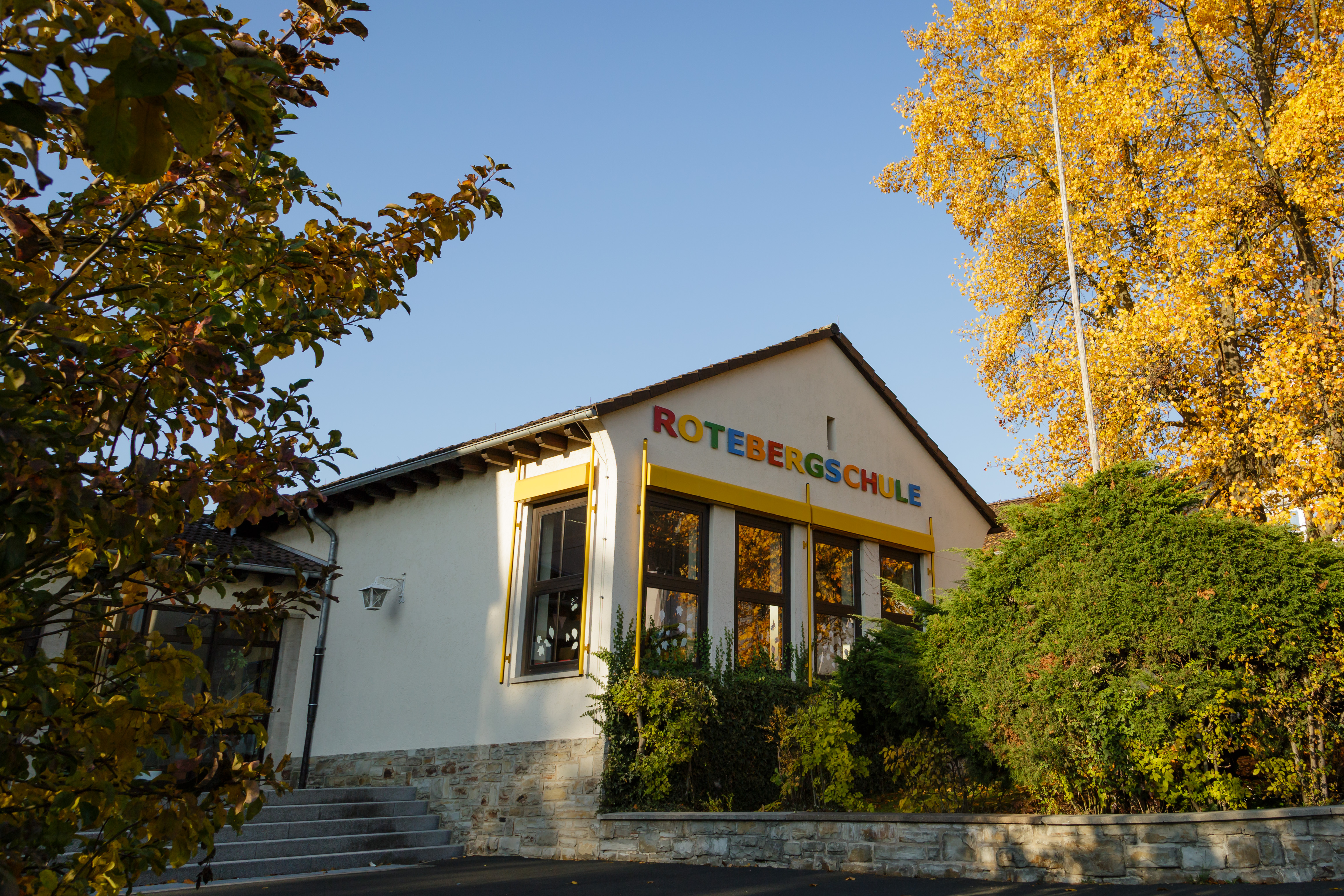
Rotebergschule
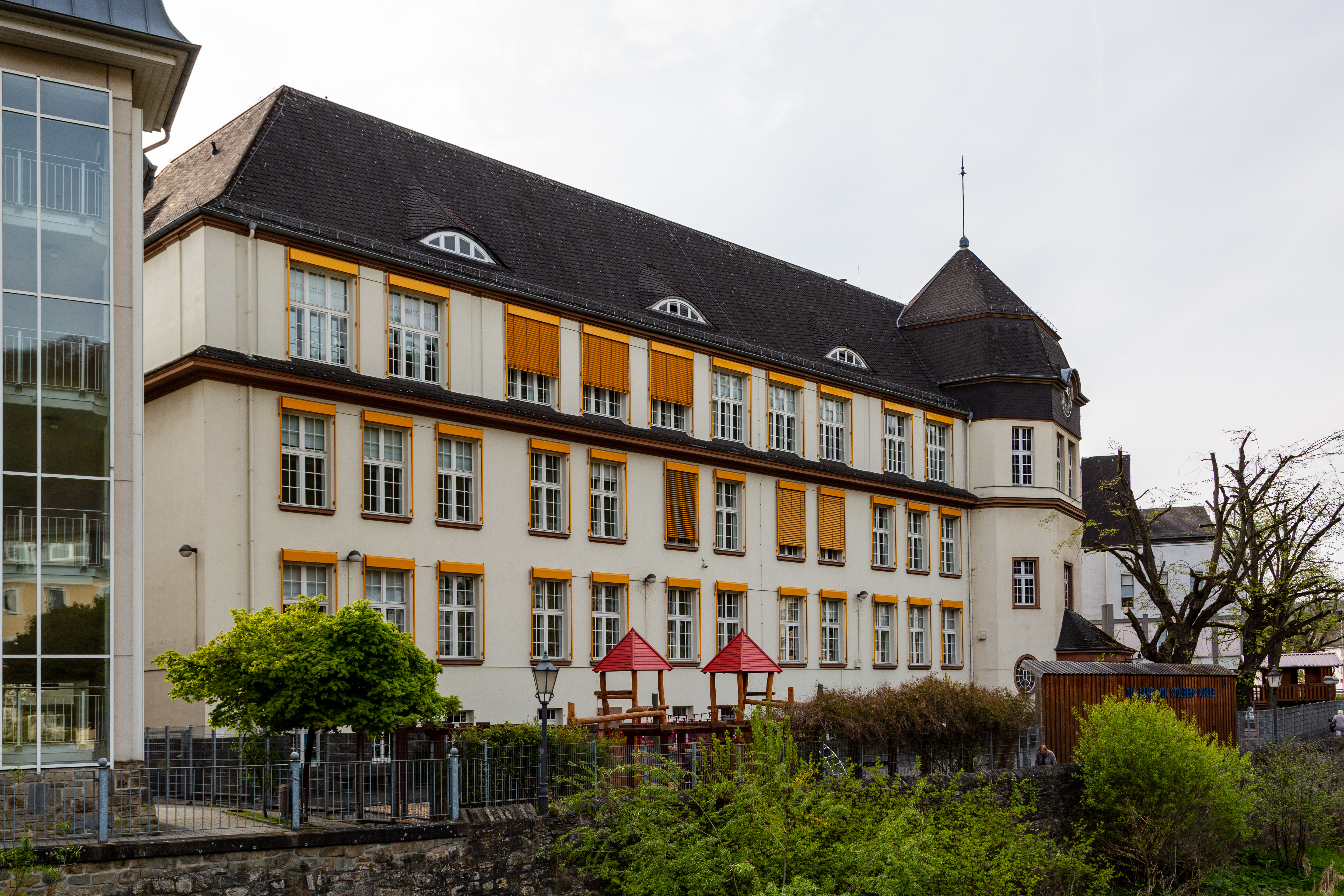
Juliane-von-Stolberg-Schule
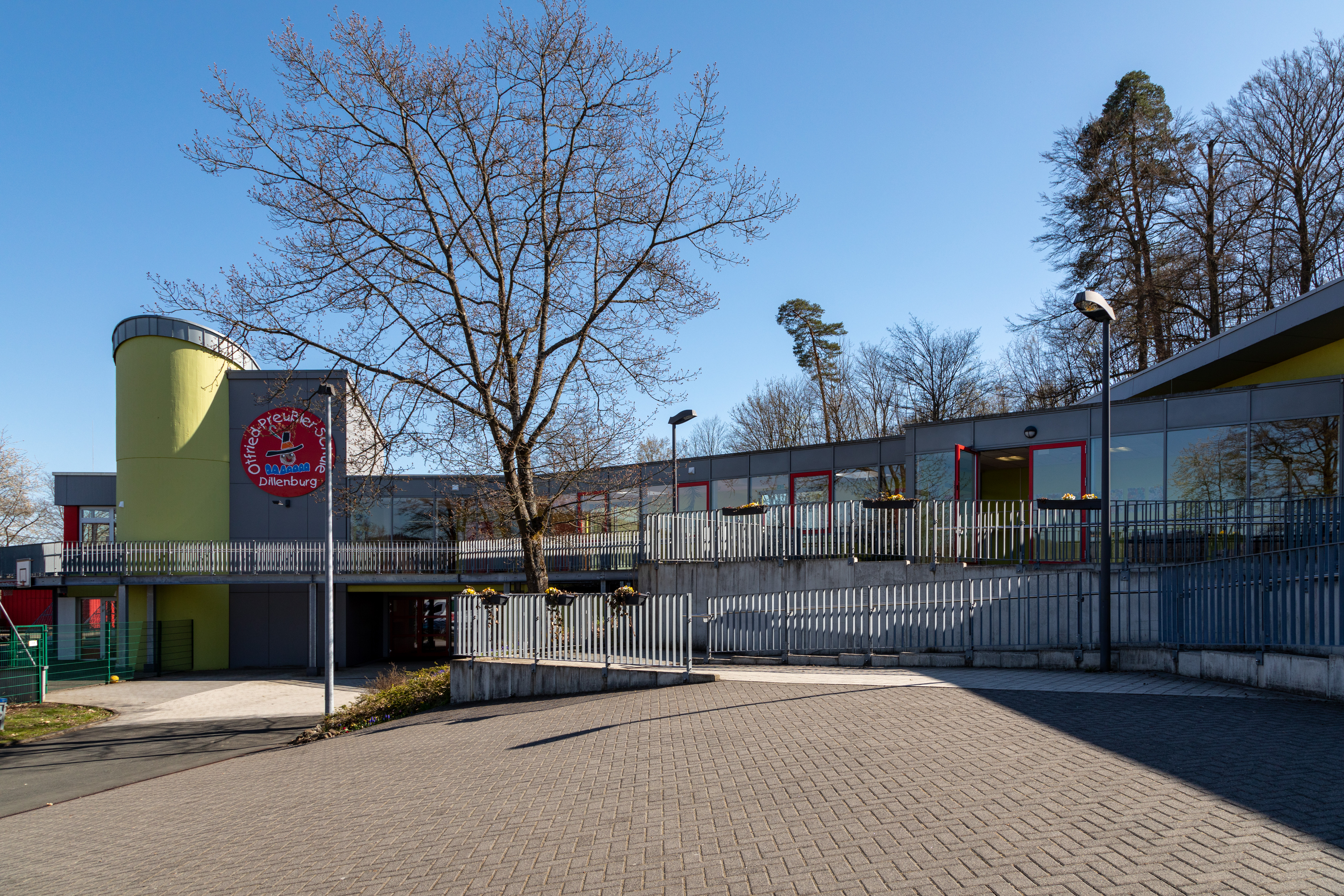
Otfried-Preußler-Schule

## Personen

### Söhne und Töchter der Stadt

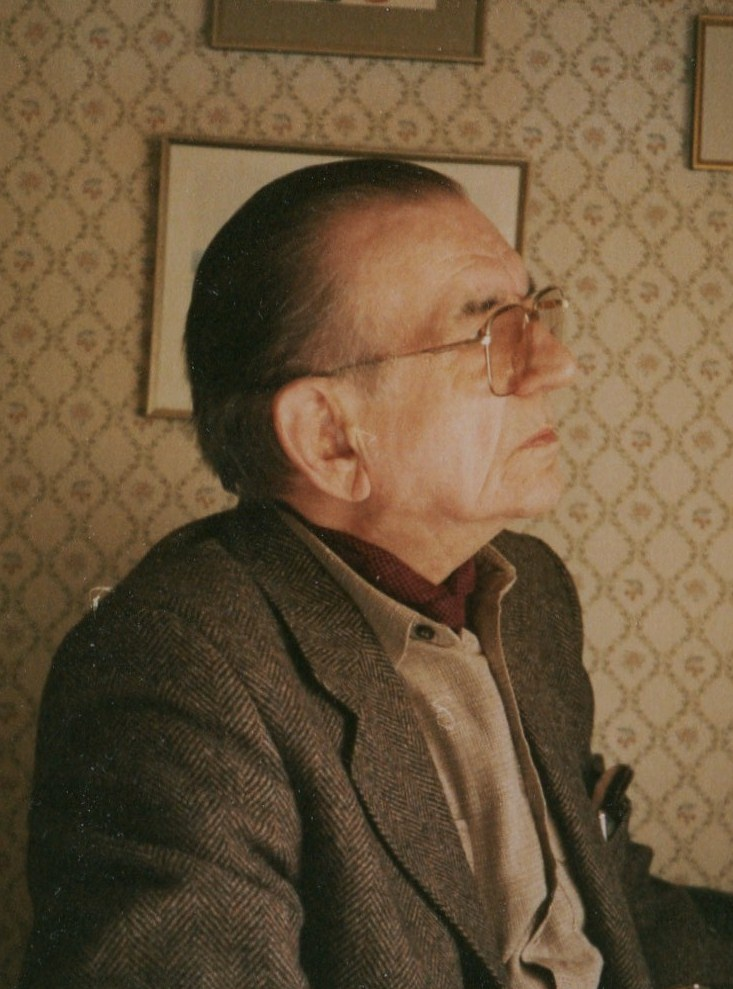
Hermann Stahl, Schriftsteller und bildender Künstler, Porträtfoto (1988)

- Fritz Angerstein (1891–1925), Massenmörder
- Valentin Arnoldi (1712–1793), reformierter Theologe, Historiker und Bibliothekar, geboren in Dillenburg
- Johannes von Arnoldi (1751–1827), Archivar, Historiker, Staatsmann
- Barbara Isabella Bauer-Heusler (* 1948), Künstlerin
- Gernot Born (1944–2012), Physiker
- Hülya Deyneli (* 1978), Fernsehmoderatorin und Journalistin
- Jacob Heinrich Eberhard (1775–1838), nassauischer Regierungsrat und Mitglied des Landtags
- Friedrich Eberhard (1782–1835), nassauischer Jurist, Offizier und Mitglied des Landtags
- Friedrich Arnold von Eck (1785–1870), Jurist und Mitglied der Zweiten Kammer der Landstände des Herzogtums Nassau
- Hans-Werner Eckert (* 1953), Jurist
- Michael Euler-Schmidt (* 1953), Kunsthistoriker, Germanist und Theaterwissenschaftler
- Klaus Freitag (* 1964), Althistoriker und Hochschullehrer
- Peter Fuchs, alias Fuchsi (1950–2000), Karikaturist, Comiczeichner und Satireschriftsteller
- Karl Heinz Gasser (1944–2023), Politiker
- Wilhelm Giebeler (1820–1884), Bergrat
- Beatrice Gleicher (* 1957), Theaterschauspielerin, Sängerin, Autorin und Produzentin
- Carl Grün (1851–1916), Hütten- und Grubenbesitzer, Abgeordneter des Provinziallandtages der Provinz Hessen-Nassau
- Ernst Haas (1784–1864), Tabakfabrikant
- Friedrich Wilhelm Ernst Haas (1815–1865), Eisenhüttenfabrikant
- Fritz Haas (1823–1900), Unternehmer und Abgeordneter
- Johann Daniel Haas (1731–1798), Tabakfabrikant
- Johann Daniel Haas (1780–1849), Tabakfabrikant und Abgeordneter
- Rudolf Haas (1843–1916), Hüttenbesitzer, Geheimer Kommerzienrat
- Klaus Dittmar Haase (* 1941), Wirtschaftswissenschaftler
- Julius Hamel (1834–1907), Porträt-, Historien- und Genremaler sowie Zeichner, Lithograf und Grafiker
- Bernd Heller (* 1947), Jurist, Fernsehmoderator und Produzent
- Winfried Herget (* 1935), Amerikanist und Professor in Mainz
- Moritz Herwig (1870–1930), Hüttenbesitzer und Abgeordneter des Provinziallandtages der Provinz Hessen-Nassau
- Carl Ludwig Heusler (1790–1851), Unternehmer und Geheimer Bergrat
- Michael Hoffmann (* 1967), Meisterkoch
- Carl Horstmann (1847–1912), Augenarzt, Professor und Geheimer Medizinalrat
- Julia Jung (* 1979), Doppeleuropameisterin im Schwimmen (TV Dillenburg)
- Karl Christian Kehrer (1755–1833), Porträt- und Historienmaler
- Peter Kleiß (* 1949), Autor und Musikredakteur
- Maria Kliegel (* 1952), Cellistin
- Peter Kliegel (* 1939), katholischer Pfarrer, Ehrenstaatsbürger von Chile
- Karl von Knoblauch zu Hatzbach (1756–1794), nassauischer Verwaltungsjurist und Schriftsteller der Aufklärung
- Gesa Felicitas Krause (* 1992), Leichtathletin
- Matthias Kreck (* 1947), Mathematiker
- Rolf Krenzer (1936–2007), Kinderbuchautor und Musicalkomponist
- Ingrid Kretz (* 1959), Autorin und Musicalautorin
- Paddy Kroetz (* 1978), Fernsehmoderator, Reporter, Webvideoproduzent und Musiker
- Arnold Lequis (1861–1949), Offizier und Träger des Ordens Pour le Mérite
- Deborah Levi (* 1997), Bobfahrerin, Goldmedaillen-Gewinnerin bei den Olympischen Spielen in Peking (2022)
- Helmut Lomnitzer (1935–1997), germanistischer Mediävist
- Karl Albert Friedrich Mellin (um 1861–1932), Architekt und Baubeamter
- Otfried Hans Freiherr von Meusebach alias John O. Meusebach (1812–1897), Gründer von Fredericksburg (Texas) und texanischer Senator
- Ulrich Mücke (* 1965), Historiker und Hochschullehrer
- Adolf von Nassau (1540–1568), kämpfte auf Seiten der Niederlande für die Befreiung von spanischer Fremdherrschaft; Kritiker der Hexenverfolgung
- Moritz von Nassau (1604–1679), niederländischer Feldmarschall, der Brasilianer genannt
- Ernst Casimir von Nassau-Dietz (1573–1632), Vorfahre der Könige der Niederlande
- Charlotta Amalia von Nassau-Dillenburg (1680–1738), Fürstin von Nassau-Usingen
- Christian von Nassau-Dillenburg (1688–1739), Fürst von Nassau-Dillenburg
- Georg von Nassau-Dillenburg (1562–1623), Graf von Nassau-Dillenburg
- Heinrich von Nassau-Dillenburg (1641–1701), Fürst von Nassau-Dillenburg
- Johann VI. von Nassau-Dillenburg (1536–1606), Graf von Nassau-Dillenburg, Regent der nassauischen Stammlande, Statthalter von Gelderland
- Johannetta Elisabeth von Nassau-Dillenburg (1593–1654), Gräfin aus dem Haus Nassau-Dillenburg
- Katharina von Nassau-Dillenburg (1543–1624), Gräfin von Nassau-Dillenburg und Gräfin von Schwarzburg
- Wilhelm Ludwig von Nassau-Dillenburg (1560–1620), Graf von Nassau-Dillenburg
- Johanna Elisabeth von Nassau-Hadamar (1619–1647), Fürstin von Anhalt-Bernburg-Harzgerode
- Philipp Andreas Nemnich (1764–1822), Lexikograf, Publizist und Jurist
- Moritz von Oranien (1567–1625), Statthalter von Holland, Zeeland, Utrecht, Geldern und Overijssel
- Wilhelm I. von Oranien-Nassau (1533–1584), Führer im niederländischen Unabhängigkeitskrieg gegen Spanien
- Arnold Pagenstecher (1837–1913), Arzt, Entomologe, Museumsdirektor; Ehrenbürger von Wiesbaden
- Friedrich Pagenstecher (Forstmann) (1793–1864), Forstmann
- Karl Christian Parcus (1763–1819), Verwaltungsjurist und Revolutionär
- John Potts (1776–1808), einziger deutscher Teilnehmer der Lewis-und-Clark-Expedition
- Rudolph von Reichenau (1805–1881), Verwaltungsjurist und Politiker
- Erich Riedler (1944–2019), Diplomat und deutscher Botschafter in Panama, Neuseeland und Bolivien
- Kemal Rüzgar (* 1995), Fußballspieler
- Christian Schäfer (* 1990), Regisseur und Filmproduzent
- Adolph Schenck (1803–1878), nassauischer Entomologe
- Carl Schenck (1805–1868), Abgeordneter der Paulskirche und nassauischer Parlamentspräsident
- Paul Arthur Schilpp (1897–1993), Philosoph und methodistischer Geistlicher
- Albrecht Schmidt (1890–nach 1946), Kapitän zur See der Kriegsmarine
- Helmuth Schreiner (1893–1962), evangelisch-lutherischer Theologe und Hochschullehrer
- Wolfgang Schuster (* 1958), Politiker, Landrat des Lahn-Dill-Kreises
- Hermann Stahl (1908–1998), Maler und Schriftsteller
- Melanie Tatur (* 1944), Politologin und Soziologin
- Erich Virch (* 1950), Liedtexter, Komponist, Musiker, Produzent und Schriftsteller
- Harry Voß (* 1969), evangelikaler Autor
- Luca Waldschmidt (* 1996), Fußball-Nationalspieler
- Ottomar Weber (1860–1928), Jurist, Bürgermeister, Regierungsrat und Kreisdirektor in Elsass-Lothringen
- Wilhelm Winter (1803–1895), Gutsbesitzer, Regierungspräsident und Reichstagsabgeordneter
- Johann Jacob Wissenbach (1607–1665), Rechtswissenschaftler und Hochschullehrer, geboren in Frohnhausen
- Karl Witt (* 1923), Fußballspieler
- Stephanie Wodianka (* 1971), Romanistin
- Wilhelm Zepper (1550–1607), reformierter Theologe, Hofprediger und Professor in Herborn

### Persönlichkeiten mit Bezug zur Stadt

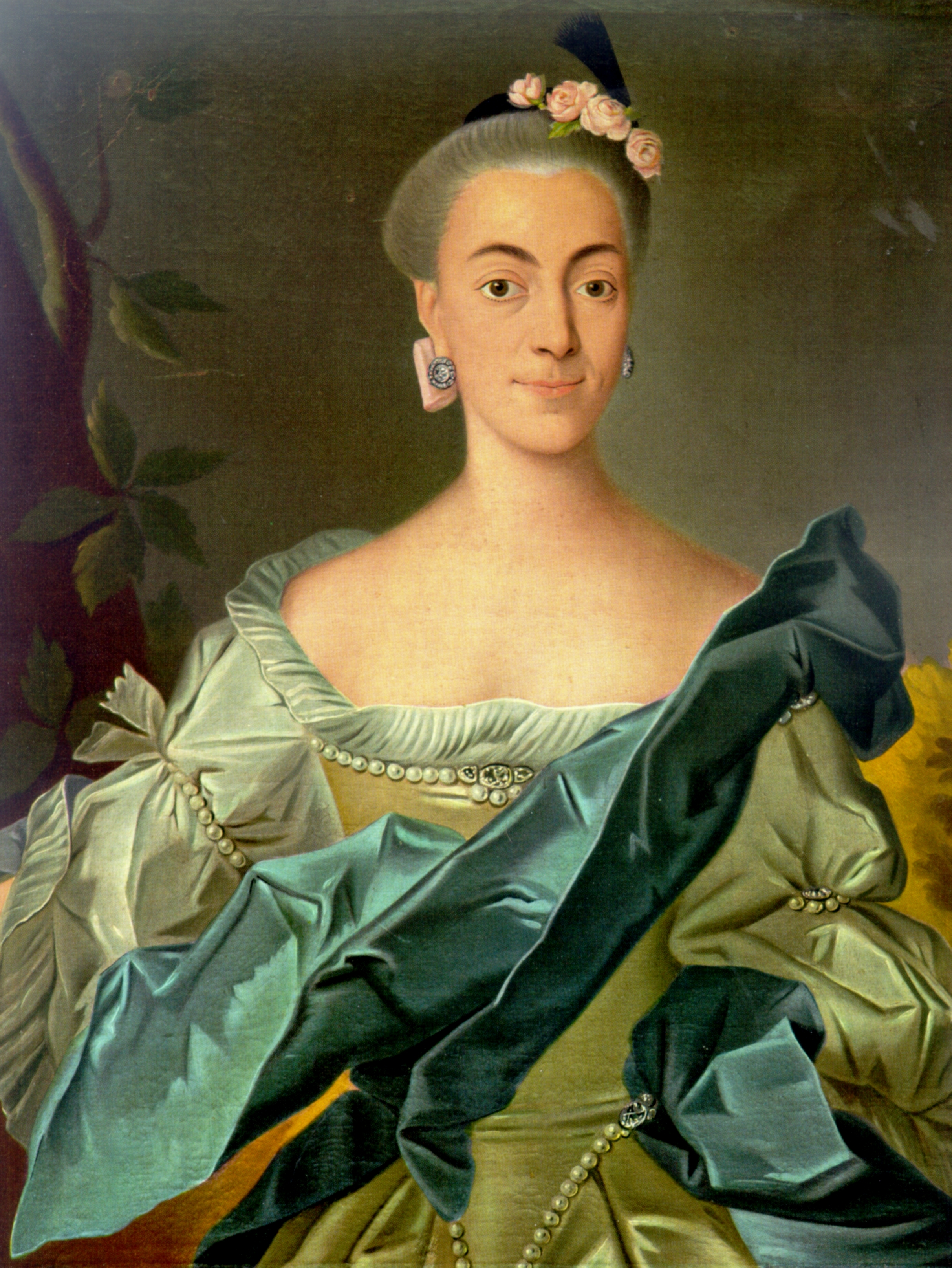
Catharina Helena Dörrien, Porträt von Friedrich Ludwig Hauck (1761)

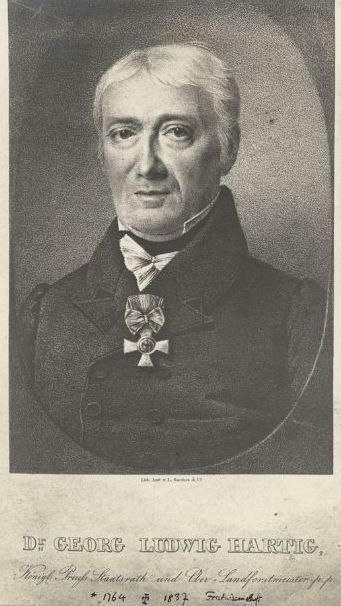
Georg Ludwig Hartig, Landesforstmeister in Dillenburg, Forstwissenschaftler

- Maximilian Mörlin (1516–1584), evangelischer Theologe und Reformator
- Johann Daniel I Haas (1697–1765), Strumpfweber, Gerichtsschöffe
- Catharina Helena Dörrien (1717–1795), Pionierin der Mädchenbildung, Malerin, Botanikerin
- Wilhelm Heinrich Seel (1725–1798), deutscher Theologe
- Georg Ernst Ludwig von Preuschen von und zu Liebenstein (1727–1794), fürstlich Oranien-Nassauer geheimer Rat und Regierungspräsident zu Dillenburg
- Georg Ludwig Hartig (1764–1837), von 1797 bis 1806 Landesforstmeister in Dillenburg
- Conrad Heusler (1826–1907), deutscher Unternehmer und Bergbeamter
- Karl Speck (1828–1916), Mediziner, gründete und betrieb in Dillenburg die Speck'sche Heilanstalt.
- Adolf Seel (1829–1907), Architektur- und Porträtmaler, verbrachte seine letzten Lebensjahre in Dillenburg.
- Friedrich Heusler (1866–1947), deutscher Bergbauingenieur, Chemiker und Entdecker der Heuslerschen Legierungen
- Otto Rudolf Haas (1878–1956), Stahlindustrieller (W. Ernst Haas & Sohn)
- Paul Moses Schott (geb. 22. Juni 1882 in Frankfurt am Main; verst. 1936), Gymnasiallehrer, von den Nationalsozialisten 1933 aus dem Amt entfernt.[49]
- Bruno Gröning (1906–1959), sog. Wunderheiler, lebte in Dillenburg von 1946 bis etwa 1950; nach seinem Tod in Paris wurde seine Urne auf dem Friedhof in Dillenburg beigesetzt
- Klaus Vollmer (1930–2021), deutscher Brigadegeneral und Gründungspate des Rotary Club Dillenburg
- Rolf Krenzer (1936–2007), Theaterautor, Songwriter
- Gert Loschütz (* 1946), Schriftsteller[50]
- Karl-Peter Chilla (* 1949), Kirchenmusiker
- Astrid Geisler (* 1974), Journalistin

### Bürgermeister von Dillenburg seit 1945
- 1945–1954: Karl Fick, schon vor 1945 Bürgermeister; 1945 in freier Wahl gewählt
- 1954–1984: Gerhard Beermann
- 1984–1990: Manfred Fughe
- 1990–2002: Helmut Meckel, 1995 wiedergewählt, erstmals wieder in Direktwahl
- 2002–0000: Michael Lotz, CDU

### Ehrenbürger
- 1895: Otto von Bismarck, Reichskanzler
- 1986: Charlotte Petersen, Journalistin